# 2013
| [ Edytuj tabelę ]                                                | |
| Prezydent Polski                                                 | - 2010 Bronisław Komorowski 2015 |
| Premier Polski                                                   | - 2007 Donald Tusk 2014 |
| Prezydent Abchazji                                               | - 2011 Aleksandr Ankwab 2014 |
| Premier Abchazji                                                 | - 2011 Leonid Łakierbaja 2014 |
| Prezydent Afganistanu                                            | - 2001 Hamid Karzaj 2014 |
| Prezydent Albanii                                                | - 2012 Bujar Nishani 2017 |
| Premier Albanii                                                  | - 2005 Sali Berisha 2013 - 2013 Edi Rama |
| Prezydent Algierii                                               | - 1999 Abd al-Aziz Buteflika 2019 |
| Premier Algierii                                                 | - 2012 Abd al-Malik Sallal 2014 |
| Współksiążęta Andory                                             | - 2003 Joan Enric Vives Sicília 2025 - 2012 François Hollande 2017                                                                                |
| Premier Andory                                                   | - 2011 Antoni Martí 2019 |
| Prezydent Angoli                                                 | - 1979 José Eduardo dos Santos 2017 |
| Premier Antigui i Barbudy                                        | - 2004 Baldwin Spencer 2014 |
| Król Arabii Saudyjskiej                                          | - 2005 Abd Allah ibn Abd al-Aziz Al Su’ud 2015 |
| Prezydent Argentyny                                              | - 2007 Cristina Fernández de Kirchner 2015 |
| Prezydent Armenii                                                | - 2008 Serż Sarkisjan 2018 |
| Premier Armenii                                                  | - 2008 Tigran Sarkisjan 2014 |
| Prezydent Autonomii Palestyńskiej                                | - 2005 Mahmud Abbas 2013 |
| Premier Australii                                                | - 2010 Julia Gillard 2013 - 2013 Kevin Rudd 2013 - 2013 Tony Abbott 2015                                                                          |
| Prezydent Austrii                                                | - 2004 Heinz Fischer 2016 |
| Kanclerz Austrii                                                 | - 2008 Werner Faymann 2016 |
| Prezydent Azerbejdżanu                                           | - 2003 İlham Əliyev |
| Premier Azerbejdżanu                                             | - 2003 Artur Rasizadə 2018 |
| Premier Bahamów                                                  | - 2012 Perry Christie 2017 |
| Król Bahrajnu                                                    | - 2002 Hamad ibn Isa Al Chalifa |
| Premier Bahrajnu                                                 | - 1970 Chalifa ibn Salman Al Chalifa 2020 |
| Prezydent Bangladeszu                                            | - 2009 Zillur Rahman 2013 - 2013 Abdul Hamid 2023                                                                                                 |
| Premier Bangladeszu                                              | - 2009 Sheikh Hasina 2024 |
| Premier Barbadosu                                                | - 2010 Freundel Stuart 2018 |
| Król Belgów                                                      | - 1993 Albert II 2013 - 2013 Filip I |
| Premier Belgii                                                   | - 2011 Elio Di Rupo 2014 |
| Premier Belize                                                   | - 2008 Dean Barrow 2020 |
| Prezydent Beninu                                                 | - 2006 Yayi Boni 2016 |
| Król Bhutanu                                                     | - 2006 Jigme Khesar Namgyel Wangchuck |
| Premier Bhutanu                                                  | - 2008 Jigme Thinley 2013 - 2013 Tshering Tobgay 2018                                                                                             |
| Prezydent Białorusi                                              | - 1994 Alaksandr Łukaszenka |
| Premier Białorusi                                                | - 2010 Michaił Miasnikowicz 2014 |
| Prezydent Boliwii                                                | - 2006 Evo Morales 2019 |
| Przewodniczący Prezydium Bośni i Hercegowiny                     | - 2012 Nebojša Radmanović 2013 - 2013 Željko Komšić 2014                                                                                          |
| Premier Bośni i Hercegowiny                                      | - 2012 Vjekoslav Bevanda 2015 |
| Prezydent Botswany                                               | - 2008 Seretse Ian Khama 2018 |
| Prezydent Brazylii                                               | - 2011 Dilma Rousseff 2016 |
| Sułtan Brunei                                                    | - 1967 Hassanal Bolkiah |
| Prezydent Bułgarii                                               | - 2012 Rosen Plewneliew 2017 |
| Premier Bułgarii                                                 | - 2009 Bojko Borisow 2013 - 2013 Marin Rajkow 2013 - 2013 Płamen Oreszarski 2014                                                                  |
| Prezydent Burkiny Faso                                           | - 1987 Blaise Compaoré 2014 |
| Premier Burkiny Faso                                             | - 2011 Luc-Adolphe Tiao 2014 |
| Prezydent Burundi                                                | - 2005 Pierre Nkurunziza 2020 |
| Prezydent Chile                                                  | - 2010 Sebastián Piñera 2014 |
| Przewodniczący ChRL                                              | - 2003 Hu Jintao 2013 - 2013 Xi Jinping |
| Premier Chin                                                     | - 2003 Wen Jiabao 2013 - 2013 Li Keqiang 2023 |
| Prezydent Chorwacji                                              | - 2010 Ivo Josipović 2015 |
| Premier Chorwacji                                                | - 2011 Zoran Milanović 2016 |
| Prezydent Cypru                                                  | - 2008 Dimitris Christofias 2013 - 2013 Nikos Anastasiadis 2023                                                                                   |
| Prezydent Cypru Północnego                                       | - 2010 Derviş Eroğlu 2015 |
| Prezydent Czadu                                                  | - 1990 Idriss Déby 2021 |
| Premier Czadu                                                    | - 2010 Emmanuel Nadingar 2013 - 2013 Djimrangar Dadnadji 2013 - 2013 Kalzeubet Pahimi Deubet 2016                                                 |
| Prezydent Czarnogóry                                             | - 2006 Filip Vujanović 2018 |
| Premier Czarnogóry                                               | - 2012 Milo Đukanović 2016 |
| Prezydent Czech                                                  | - 2003 Václav Klaus 2013 - 2013 Miloš Zeman 2023                                                                                                  |
| Premier Czech                                                    | - 2010 Petr Nečas 2013 - 2013 Jiří Rusnok 2014 |
| Król Danii                                                       | - 1972 Małgorzata II 2024 |
| Premier Danii                                                    | - 2011 Helle Thorning-Schmidt 2015 |
| Prezydent DR Konga                                               | - 2001 Joseph Kabila 2019 |
| Premier DR Konga                                                 | - 2012 Augustin Matata Ponyo 2016 |
| Dalajlama                                                        | - 1940 Tenzin Gjaco |
| Prezydent Dominikany                                             | - 2012 Danilo Medina 2020 |
| Prezydent Dominiki                                               | - 2012 Eliud Williams 2013 - 2013 Charles Savarin 2023                                                                                            |
| Premier Dominiki                                                 | - 2004 Roosevelt Skerrit |
| Prezydent Dżibuti                                                | - 1999 Ismail Omar Guelleh |
| Premier Dżibuti                                                  | - 2001 Dileita Mohamed Dileita 2013 - 2013 Abdoulkader Kamil Mohamed                                                                              |
| Prezydent Egiptu                                                 | - 2012 Muhammad Mursi 2013 - 2013 Abd al-Fattah as-Sisi (p.o) 2013 - 2013 Adli Mansur (p.o) 2014                                                  |
| Premier Egiptu                                                   | - 2012 Hiszam Kandil 2013 - 2013 Hazim al-Biblawi 2014                                                                                            |
| Prezydent Ekwadoru                                               | - 2007 Rafael Correa 2017 |
| Prezydent Erytrei                                                | - 1993 Isajas Afewerki |
| Prezydent Estonii                                                | - 2006 Toomas Hendrik Ilves 2016 |
| Premier Estonii                                                  | - 2005 Andrus Ansip 2014 |
| Prezydent Etiopii                                                | - 2001 Gyrma Uelde-Gijorgis 2013 - 2013 Mulatu Teshome 2018                                                                                       |
| Premier Etiopii                                                  | - 2012 Hajlemarjam Desaleń 2018 |
| Przew. Komisji Europejskiej                                      | - 2004 José Manuel Durão Barroso (Portugalia) 2014                                                                                                |
| Przew. Rady Europejskiej                                         | - 2009 Herman Van Rompuy (Belgia) 2014 |
| Prezydent Fidżi                                                  | - 2009 Epeli Nailatikau 2015 |
| Premier Fidżi                                                    | - 2007 Frank Bainimarama 2022 |
| Prezydent Filipin                                                | - 2010 Benigno Aquino III 2016 |
| Prezydent Finlandii                                              | - 2012 Sauli Niinistö 2024 |
| Premier Finlandii                                                | - 2011 Jyrki Katainen 2014 |
| Prezydent Francji                                                | - 2012 François Hollande 2017 |
| Premier Francji                                                  | - 2012 Jean-Marc Ayrault 2014 |
| Prezydent Gabonu                                                 | - 2009 Ali Bongo Ondimba 2023 |
| Premier Gabonu                                                   | - 2012 Raymond Ndong Sima 2014 |
| Prezydent Gambii                                                 | - 1994 Yahya Jammeh 2017 |
| Prezydent Ghany                                                  | - 2012 John Dramani Mahama 2017 |
| Prezydent Grecji                                                 | - 2005 Karolos Papulias 2015 |
| Premier Grecji                                                   | - 2012 Andonis Samaras 2015 |
| Premier Grenady                                                  | - 2008 Tillman Thomas 2013 - 2013 Keith Mitchell 2022                                                                                             |
| Prezydent Gruzji                                                 | - 2008 Micheil Saakaszwili 2013 - 2013 Giorgi Margwelaszwili 2018                                                                                 |
| Premier Gruzji                                                   | - 2012 Bidzina Iwaniszwili 2013 - 2013 Irakli Garibaszwili 2015                                                                                   |
| Prezydent Gujany                                                 | - 2011 Donald Ramotar 2015 |
| Premier Gujany                                                   | - 1999 Samuel Hinds 2015 |
| Prezydent Gwatemali                                              | - 2012 Otto Pérez Molina 2015 |
| Prezydent Gwinei                                                 | - 2010 Alpha Condé 2021 |
| Premier Gwinei                                                   | - 2010 Mohamed Saïd Fofana 2015 |
| Prezydent Gwinei Bissau                                          | - 2012 Manuel Serifo Nhamadjo (p.o.) 2014 |
| Premier Gwinei Bissau                                            | - 2012 Rui Duarte de Barros (p.o.) 2014 |
| Prezydent Gwinei Równikowej                                      | - 1979 Teodoro Obiang Nguema Mbasogo |
| Premier Gwinei Równikowej                                        | - 2012 Vicente Ehate Tomi 2016 |
| Prezydent Haiti                                                  | - 2011 Michel Martelly 2016 |
| Premier Haiti                                                    | - 2012 Laurent Lamothe 2014 |
| Król Hiszpanii                                                   | - 1975 Jan Karol I 2014 |
| Premier Hiszpanii                                                | - 2011 Mariano Rajoy 2018 |
| Król Holandii                                                    | - 1980 Beatrycze 2013 - 2013 Wilhelm-Aleksander                                                                                                   |
| Premier Holandii                                                 | - 2010 Mark Rutte 2024 |
| Prezydent Hondurasu                                              | - 2010 Porfirio Lobo Sosa 2014 |
| Najwyższy przywódca Iranu                                        | - 1989 Ali Chamenei |
| Prezydent Iranu                                                  | - 2005 Mahmud Ahmadineżad 2013 - 2013 Hasan Rouhani 2021                                                                                          |
| Prezydent Iraku                                                  | - 2005 Dżalal Talabani 2014 |
| Premier Iraku                                                    | - 2006 Nuri al-Maliki 2014 |
| Prezydent Indii                                                  | - 2012 Pranab Mukherjee 2017 |
| Premier Indii                                                    | - 2004 Manmohan Singh 2014 |
| Prezydent Indonezji                                              | - 2004 Susilo Bambang Yudhoyono 2014 |
| Prezydent Irlandii                                               | - 2011 Michael D. Higgins |
| Premier Irlandii                                                 | - 2011 Enda Kenny 2017 |
| Prezydent Islandii                                               | - 1996 Ólafur Ragnar Grímsson 2016 |
| Premier Islandii                                                 | - 2009 Jóhanna Sigurðardóttir 2013 - 2013 Sigmundur Davíð Gunnlaugsson 2016                                                                       |
| Prezydent Izraela                                                | - 2007 Szimon Peres 2014 |
| Premier Izraela                                                  | - 2009 Binjamin Netanjahu 2021 |
| Premier Jamajki                                                  | - 2012 Portia Simpson-Miller 2016 |
| Cesarz Japonii                                                   | - 1989 Akihito 2019 |
| Premier Japonii                                                  | - 2012 Shinzō Abe 2020 |
| Prezydent Jemenu                                                 | - 2012 Abd Rabbuh Mansur Hadi 2022 |
| Król Jordanii                                                    | - 1999 Abd Allah II |
| Premier Jordanii                                                 | - 2012 Abd Allah an-Nusur 2016 |
| Król Kambodży                                                    | - 2004 Norodom Sihamoni |
| Premier Kambodży                                                 | - 1993 Hun Sen 2023 |
| Prezydent Kamerunu                                               | - 1982 Paul Biya |
| Premier Kamerunu                                                 | - 2009 Philémon Yang 2019 |
| Premier Kanady                                                   | - 2006 Stephen Harper 2015 |
| Prezydent Górskiego Karabachu                                    | - 2007 Bako Sahakian 2020 |
| Emir Kataru                                                      | - 1995 Hamad ibn Chalifa 2013 - 2013 Tamim ibn Hamad                                                                                              |
| Premier Kataru                                                   | - 2007 Hamad ibn Dżasim ibn Dżabr 2013 - 2013 Abd Allah ibn Nasir ibn Chalifa 2020                                                                |
| Prezydent Kazachstanu                                            | - 1991 Nursułtan Nazarbajew 2019 |
| Premier Kazachstanu                                              | - 2012 Seryk Achmetow 2014 |
| Prezydent Kenii                                                  | - 2002 Mwai Kibaki 2013 - 2013 Uhuru Kenyatta 2022                                                                                                |
| Prezydent Kirgistanu                                             | - 2011 Ałmazbek Atambajew 2017 |
| Premier Kirgistanu                                               | - 2012 Dżantörö Satybałdijew 2014 |
| Prezydent Kiribati                                               | - 2013 Anote Tong 2016 |
| Prezydent Kolumbii                                               | - 2010 Juan Manuel Santos 2018 |
| Prezydent Konga                                                  | - 1997 Denis Sassou-Nguesso |
| Patriarcha Konstantynopola                                       | - 1991 Bartłomiej I |
| Prezydent Korei Południowej                                      | - 2008 Lee Myung-bak 2013 - 2013 Park Geun-hye 2017                                                                                               |
| Premier Korei Południowej                                        | - 2010 Kim Hwang-sik 2013 - 2013 Jung Hong-won 2015                                                                                               |
| Prezydent KRLD                                                   | - 1998 Kim Il Sŏng („Wieczny Prezydent”) 2019 |
| Najwyższy Przywódca KRLD                                         | - 2011 Kim Dzong Un |
| Premier KRLD                                                     | - 2010 Ch’oe Yŏng Rim 2013 - 2013 Pak Pong Ju 2019                                                                                                |
| Prezydent Kosowa                                                 | - 2011 Atifete Jahjaga 2016 |
| Premier Kosowa                                                   | - 2008 Hashim Thaçi 2014 |
| Prezydent Kostaryki                                              | - 2010 Laura Chinchilla Miranda 2014 |
| Przewodniczący Rady Państwa Kuby                                 | - 2008 Raúl Castro 2018 |
| Emir Kuwejtu                                                     | - 2006 Sabah IV 2020 |
| Premier Kuwejtu                                                  | - 2011 Jaber Al-Mubarak Al-Hamad Al-Sabah 2019 |
| Prezydent Laosu                                                  | - 2006 Choummaly Sayasone 2016 |
| Król Lesotho                                                     | - 1996 Letsie III |
| Premier Lesotho                                                  | - 2012 Tom Thabane 2015 - 2012 Pakalitha Mosisili 2017                                                                                            |
| Prezydent Libanu                                                 | - 2008 Michel Sulaiman 2014 |
| Premier Libanu                                                   | - 2011 Nadżib Mikati 2014 |
| Prezydent Liberii                                                | - 2006 Ellen Johnson-Sirleaf 2018 |
| Przywódca Libii                                                  | - 2012 Muhammad Jusuf al-Makarjaf 2013 - 2013 Dżuma Ahmad Atika (p.o.) 2013 - 2013 Nuri Abu Sahmajn 2014                                          |
| Premier Libii                                                    | - 2012 Ali Zajdan 2014 |
| Książę Liechtensteinu                                            | - 1989 Jan Adam II |
| Premier Liechtensteinu                                           | - 2009 Klaus Tschütscher 2013 - 2013 Adrian Hasler 2021                                                                                           |
| Prezydent Litwy                                                  | - 2009 Dalia Grybauskaitė 2019 |
| Premier Litwy                                                    | - 2012 Algirdas Butkevičius 2016 |
| Wielki książę Luksemburga                                        | - 2000 Henryk |
| Premier Luksemburga                                              | - 1995 Jean-Claude Juncker 2013 - 2013 Xavier Bettel 2023                                                                                         |
| Prezydent Łotwy                                                  | - 2011 Andris Bērziņš 2015 |
| Premier Łotwy                                                    | - 2009 Valdis Dombrovskis 2014 |
| Prezydent Macedonii                                              | - 2009 Ǵorge Iwanow 2019 |
| Premier Macedonii                                                | - 2006 Nikoła Gruewski 2016 |
| Prezydent Madagaskaru                                            | - 2009 Andry Rajoelina 2014 |
| Premier Madagaskaru                                              | - 2011 Omer Beriziky 2014 |
| Prezydent Malawi                                                 | - 2012 Joyce Banda 2014 |
| Prezydent Malediwów                                              | - 2012 Mohammed Waheed Hassan 2013 - 2013 Abdullah Jamin 2018                                                                                     |
| Premier Malezji                                                  | - 2009 Najib Razak 2018 |
| Prezydent Mali                                                   | - 2012 Dioncounda Traoré (p.o.) 2013 - 2013 Ibrahim Boubacar Keïta 2020                                                                           |
| Premier Mali                                                     | - 2012 Django Sissoko (p.o.) 2013 - 2013 Oumar Tatam Ly 2014                                                                                      |
| Prezydent Malty                                                  | - 2009 George Abela 2014 |
| Premier Malty                                                    | - 2004 Lawrence Gonzi 2013 - 2013 Joseph Muscat 2020                                                                                              |
| Król Maroka                                                      | - 1999 Muhammad VI |
| Premier Maroka                                                   | - 2011 Abdelilah Benkirane 2017 |
| Prezydent Mauretanii                                             | - 2009 Muhammad uld Abd al-Aziz 2019 |
| Premier Mauretanii                                               | - 2008 Maulaj uld Muhammad al-Aghzaf 2014 |
| Prezydent Mauritiusa                                             | - 2012 Rajkeswur Purryag 2015 |
| Premier Mauritiusa                                               | - 2005 Navin Ramgoolam 2014 |
| Prezydent Meksyku                                                | - 2012 Enrique Peña Nieto 2018 |
| Prezydent Mikronezji                                             | - 2007 Manny Mori 2015 |
| Prezydent Mjanmy                                                 | - 2011 Thein Sein 2016 |
| Prezydent Mołdawii                                               | - 2012 Nicolae Timofti 2016 |
| Premier Mołdawii                                                 | - 2009 Vlad Filat 2013 - 2013 Iurie Leancă 2015                                                                                                   |
| Książę Monako                                                    | - 2005 Albert II |
| Minister stanu Monako                                            | - 2010 Michel Roger 2015 |
| Prezydent Mongolii                                               | - 2009 Cachiagijn Elbegdordż 2017 |
| Premier Mongolii                                                 | - 2012 Norowyn Altanchujag 2014 |
| Prezydent Mozambiku                                              | - 2005 Armando Guebuza 2015 |
| Premier Mozambiku                                                | - 2012 Alberto Vaquina 2015 |
| Prezydent Naddniestrza                                           | - 2011 Jewgienij Szewczuk 2016 |
| Prezydent Namibii                                                | - 2005 Hifikepunye Pohamba 2015 |
| Premier Namibii                                                  | - 2012 Hage Geingob 2015 |
| Sekretarz generalny NATO                                         | - 2009 Anders Fogh Rasmussen (Dania) 2014 |
| Prezydent Nauru                                                  | - 2011 Sprent Dabwido 2013 - 2013 Baron Waqa 2019                                                                                                 |
| Prezydent Nepalu                                                 | - 2008 Ram Baran Yadav 2015 |
| Premier Nepalu                                                   | - 2011 Baburam Bhattarai 2013 - 2013 Khil Raj Regmi (p.o.) 2014                                                                                   |
| Prezydent Niemiec                                                | - 2012 Joachim Gauck 2017 |
| Kanclerz Niemiec                                                 | - 2005 Angela Merkel 2021 |
| Prezydent Nigru                                                  | - 2011 Mahamadou Issoufou 2021 |
| Premier Nigru                                                    | - 2011 Brigi Rafini 2021 |
| Prezydent Nigerii                                                | - 2010 Goodluck Jonathan 2015 |
| Prezydent Nikaragui                                              | - 2007 Daniel Ortega 2025 |
| Król Norwegii                                                    | - 1991 Harald V |
| Premier Norwegii                                                 | - 2005 Jens Stoltenberg 2013 - 2013 Erna Solberg 2021                                                                                             |
| Premier Nowej Zelandii                                           | - 2008 John Key 2016 |
| Prezydent Osetii Południowej                                     | - 2012 Leonid Tibiłow 2017 |
| Sułtan Omanu                                                     | - 1970 Kabus ibn Sa’id 2020 |
| Sekretarz generalny ONZ                                          | - 2007 Ban Ki-moon (Korea Południowa) 2016 |
| Prezydent Pakistanu                                              | - 2008 Asif Ali Zardari 2013 - 2013 Mamnun Husajn 2018                                                                                            |
| Premier Pakistanu                                                | - 2012 Raja Pervez Ashraf 2013 - 2013 Mir Hazar Khan Khoso (p.o.) 2013 - 2013 Nawaz Sharif 2017                                                   |
| Prezydent Palau                                                  | - 2009 Johnson Toribiong 2013 - 2013 Tommy Remengesau 2021                                                                                        |
| Prezydent Palestyny                                              | - 2013 Mahmud Abbas |
| Premier Palestyny                                                | - 2013 Salam Fajjad 2013 - 2013 Rami Hamd Allah 2019                                                                                              |
| Prezydent Panamy                                                 | - 2009 Ricardo Martinelli 2014 |
| Papież                                                           | - 2005 Benedykt XVI 2013 - 2013 Franciszek 2025                                                                                                   |
| Premier Papui-Nowej Gwinei                                       | - 2011 Peter O’Neill 2019 |
| Prezydent Paragwaju                                              | - 2012 Federico Franco 2013 - 2013 Horacio Cartes 2018                                                                                            |
| Prezydent Peru                                                   | - 2011 Ollanta Humala 2016 |
| Premier Peru                                                     | - 2012 Juan Jiménez 2013 - 2013 César Villanueva 2014                                                                                             |
| Prezydent Południowej Afryki                                     | - 2009 Jacob Zuma 2018 |
| Prezydent Portugalii                                             | - 2006 Aníbal Cavaco Silva 2016 |
| Premier Portugalii                                               | - 2011 Pedro Passos Coelho 2015 |
| Sekretarz generalny Rady Europy                                  | - 2009 Thorbjørn Jagland (Norwegia) 2019 |
| Prezydent Republiki Środkowoafrykańskiej                         | - 2003 François Bozizé 2013 - 2013 Michel Djotodia 2014                                                                                           |
| Premier Republiki Środkowoafrykańskiej                           | - 2008 Faustin-Archange Touadéra 2013 - 2013 Nicolas Tiangaye 2014                                                                                |
| Prezydent Republiki Zielonego Przylądka                          | - 2011 Jorge Carlos Fonseca 2021 |
| Premier Republiki Zielonego Przylądka                            | - 2001 José Maria Neves 2016 |
| Prezydent Rosji                                                  | - 2012 Władimir Putin |
| Premier Rosji                                                    | - 2012 Dmitrij Miedwiediew 2020 |
| Prezydent Rumunii                                                | - 2012 Traian Băsescu 2014 |
| Premier Rumunii                                                  | - 2012 Victor Ponta 2015 |
| Prezydent Rwandy                                                 | - 2000 Paul Kagame |
| Premier Rwandy                                                   | - 2011 Pierre Damien Habumuremyi 2014 |
| Premier Saint Kitts i Nevis                                      | - 1995 Denzil Douglas 2015 |
| Premier Saint Lucia                                              | - 2011 Kenny Anthony 2016 |
| Premier Saint Vincent i Grenadyn                                 | - 2001 Ralph Gonsalves |
| Prezydent Salwadoru                                              | - 2009 Mauricio Funes 2014 |
| O le Ao o le Malo Samoa                                          | - 2007 Tupua Tamasese Tupuola Tufuga Efi 2017 |
| Premier Samoa                                                    | - 1998 Tuilaʻepa Sailele Malielegaoi 2021 |
| Kapitanowie Regenci San Marino                                   | - 2012 Teodoro Lonfernini Denise Bronzetti 2013 - 2013 Antonella Mularoni Denis Amici 2013 - 2013 Anna Maria Muccioli Gian Carlo Capicchioni 2014 |
| Sekretarz Stanu do spraw Politycznych i Zagranicznych San Marino | - 2012 Pasquale Valentini 2016 |
| Prezydent Senegalu                                               | - 2012 Macky Sall 2024 |
| Premier Senegalu                                                 | - 2012 Abdoul Mbaye 2013 - 2013 Aminata Touré 2014                                                                                                |
| Prezydent Serbii                                                 | - 2012 Tomislav Nikolić 2017 |
| Premier Serbii                                                   | - 2012 Ivica Dačić 2014 |
| Prezydent Seszeli                                                | - 2004 James Michel 2016 |
| Prezydent Sierra Leone                                           | - 2007 Ernest Bai Koroma 2018 |
| Prezydent Singapuru                                              | - 2011 Tony Tan Keng Yam 2017 |
| Premier Singapuru                                                | - 2004 Lee Hsien Loong 2024 |
| Prezydent Słowacji                                               | - 2004 Ivan Gašparovič 2014 |
| Premier Słowacji                                                 | - 2012 Robert Fico 2018 |
| Prezydent Słowenii                                               | - 2012 Borut Pahor 2022 |
| Premier Słowenii                                                 | - 2012 Janez Janša 2013 - 2013 Alenka Bratušek 2014                                                                                               |
| Prezydent Somalii                                                | - 2012 Hassan Sheikh Mohamud 2017 |
| Premier Somalii                                                  | - 2012 Abdi Farah Shirdon 2013 - 2013 Cabdiwali Sheekh Axmed 2014                                                                                 |
| Prezydent Sri Lanki                                              | - 2005 Mahinda Rajapaksa 2015 |
| Premier Sri Lanki                                                | - 2010 D.M. Jayaratne 2015 |
| Król Suazi                                                       | - 1986 Ntombi (współpanująca) 2018 - 1986 Mswati III 2018                                                                                         |
| Premier Suazi                                                    | - 2008 Barnabas Sibusiso Dlamini 2018 |
| Prezydent Sudanu                                                 | - 1989 Umar al-Baszir 2019 |
| Prezydent Sudanu Południowego                                    | - 2011 Salva Kiir Mayardit |
| Prezydent Surinamu                                               | - 2010 Dési Bouterse 2020 |
| Prezydent Syrii                                                  | - 2000 Baszszar al-Asad 2024 |
| Premier Syrii                                                    | - 2012 Wa’il al-Halki 2016 |
| Prezydent Szwajcarii                                             | - 2013 Ueli Maurer 2013 |
| Król Szwecji                                                     | - 1973 Karol XVI Gustaw |
| Premier Szwecji                                                  | - 2006 Fredrik Reinfeldt 2014 |
| Prezydent Tadżykistanu                                           | - 1994 Emomali Rahmon |
| Premier Tadżykistanu                                             | - 1999 Okil Okilow 2013 - 2013 Kohir Rasulzoda |
| Król Tajlandii                                                   | - 1946 Bhumibol Adulyadej 2016 |
| Premier Tajlandii                                                | - 2011 Yingluck Shinawatra 2014 |
| Prezydent Tajwanu                                                | - 2008 Ma Ying-jeou 2016 |
| Prezydent Tanzanii                                               | - 2005 Jakaya Kikwete 2015 |
| Premier Tanzanii                                                 | - 2008 Mizengo Pinda 2015 |
| Prezydent Timoru Wschodniego                                     | - 2012 Taur Matan Ruak 2017 |
| Premier Timoru Wschodniego                                       | - 2007 Xanana Gusmão 2015 |
| Prezydent Togo                                                   | - 2005 Faure Gnassingbé 2025 |
| Premier Togo                                                     | - 2012 Kwesi Ahoomey-Zunu 2015 |
| Król Tonga                                                       | - 2012 Tupou VI |
| Premier Tonga                                                    | - 2010 Lord Tuʻivakanō 2014 |
| Prezydent Trynidadu i Tobago                                     | - 2003 George Maxwell Richards 2013 - 2013 Anthony Carmona 2018                                                                                   |
| Premier Trynidadu i Tobago                                       | - 2010 Kamla Persad-Bissessar 2015 |
| Prezydent Tunezji                                                | - 2011 Al-Munsif al-Marzuki 2014 |
| Premier Tunezji                                                  | - 2011 Hammadi al-Dżibali 2013 - 2013 Ali al-Urajjid 2014                                                                                         |
| Prezydent Turcji                                                 | - 2007 Abdullah Gül 2014 |
| Premier Turcji                                                   | - 2003 Recep Tayyip Erdoğan 2014 |
| Prezydent Turkmenistanu                                          | - 2006 Gurbanguly Berdimuhamedow 2022 |
| Prezydent Ugandy                                                 | - 1986 Yoweri Museveni |
| Premier Ugandy                                                   | - 2011 Amama Mbabazi 2014 |
| Prezydent Ukrainy                                                | - 2010 Wiktor Janukowycz 2014 |
| Premier Ukrainy                                                  | - 2010 Mykoła Azarow 2014 |
| Prezydent Urugwaju                                               | - 2010 José Mujica 2015 |
| Prezydent USA                                                    | - 2009 Barack Obama 2017 |
| Prezydent Uzbekistanu                                            | - 1991 Islom Karimov 2016 |
| Premier Uzbekistanu                                              | - 2003 Shavkat Mirziyoyev 2016 |
| Prezydent Vanuatu                                                | - 2009 Iolu Abil 2014 |
| Premier Vanuatu                                                  | - 2011 Sato Kilman 2013 - 2013 Moana Carcasses Kalosil 2014                                                                                       |
| Prezydent Wenezueli                                              | - 1999 Hugo Chávez 2013 - 2013 Nicolás Maduro |
| Prezydent Węgier                                                 | - 2012 János Áder 2022 |
| Premier Węgier                                                   | - 2010 Viktor Orbán |
| Monarcha Wielkiej Brytanii                                       | - 1952 Elżbieta II 2022 |
| Premier Wielkiej Brytanii                                        | - 2010 David Cameron 2016 |
| Prezydent Wietnamu                                               | - 2011 Trương Tấn Sang 2016 |
| Premier Wietnamu                                                 | - 2006 Nguyễn Tấn Dũng 2016 |
| Prezydent Włoch                                                  | - 2006 Giorgio Napolitano 2015 |
| Premier Włoch                                                    | - 2011 Mario Monti 2013 - 2013 Enrico Letta 2014                                                                                                  |
| Prezydent WKS                                                    | - 2010 Alassane Ouattara |
| Premier WKS                                                      | - 2012 Daniel Kablan Duncan 2017 |
| Prezydent Wysp Marshalla                                         | - 2012 Christopher Loeak 2016 |
| Prezydent Wysp Świętego Tomasza i Książęcej                      | - 2011 Manuel Pinto da Costa 2016 |
| Prezydent Zambii                                                 | - 2011 Michael Sata 2014 |
| Prezydent Zimbabwe                                               | - 1987 Robert Mugabe 2017 |
| Premier Zimbabwe                                                 | - 2009 Morgan Tsvangirai 2013 |
| Prezydent ZEA                                                    | - 2004 Chalifa ibn Zajid Al Nahajjan 2022 |
| Premier ZEA                                                      | - 2006 Muhammad ibn Raszid al-Maktum |

Rok 2013 / MMXIII
stulecia: XX wiek ~
XXI wiek ~
XXII wiek

dziesięciolecia:
1980–1989 •
1990–1999 •
2000–2009 •
2010–2019
• 2020–2029

lata: 2003 «
2008 «
2009 «
2010 «
2011 «
2012 «
2013
» 2014
» 2015
» 2016
» 2017
» 2018
» 2023

## Rok 2013 ogłoszono
- Międzynarodowym Rokiem Statystyki[1]
- Europejskim Rokiem Obywateli UE[2][3][4]
- Rokiem Powstania Styczniowego na Litwie (Uchwała Sejmu z 22 maja 2012[5]) i w Polsce (Uchwała Senatu z dnia 3 sierpnia 2012[6])
- Rokiem prof. Jana Czochralskiego[7]
- Rokiem Witolda Lutosławskiego[8]
- Rokiem Juliana Tuwima[9]
- Rokiem księżnej Daisy von Pless w województwie dolnośląskim[10]
- Rokiem Hipolita Cegielskiego w województwie wielkopolskim[11]
- Rokiem kard. Augustyna Hlonda w województwie śląskim[12]
- Rokiem Kopernikańskim w województwach: kujawsko-pomorskim oraz warmińsko-mazurskim[13]

## Wydarzenia w Polsce

### Styczeń
- 1 stycznia:
  - rozporządzeniem ministra administracji i cyfryzacji powstało 14 nowych miejscowości, 67 zostało wykreślonych, a 68 zmieniło nazwy[14].
  - po 10 latach odzyskanie statusu miasta na prawach powiatu przez Wałbrzych[15].
  - wejście w życie ustawy wprowadzającej tzw. reformę emerytalną, wydłużającą i stopniowo zrównującą wiek emerytalny kobiet i mężczyzn do 67 lat[16].
- 2 stycznia – premier Donald Tusk przyjął rezygnację Krzysztofa Bondaryka z funkcji szefa ABW[17].
- 4 stycznia – Mirosław G., były ordynator kardiochirurgii warszawskiego szpitala MSWiA, został skazany na rok pozbawienia wolności w zawieszeniu na dwa lata i grzywnę w wysokości 72 tys. zł za przyjęcie ponad 17,5 tys. zł łapówek od pacjentów[18].
- 13 stycznia – odbył się XXI finał Wielkiej Orkiestry Świątecznej Pomocy.

### Marzec
- 19 marca – wyłączenie sygnału analogowego telewizji naziemnej w kilku regionach Polski m.in. w okolicach Szczecina, Warszawy, Wisły i Rzeszowa[19].
- 21 marca – wystartowała platforma cyfrowa nc+ powstała w wyniku fuzji Cyfry+ i n[20].

### Kwiecień
- 10 kwietnia – nadawanie w Internecie rozpoczęła Telewizja Republika[21].
- 14 kwietnia – w Elblągu odbyło się referendum, w wyniku którego (większością 96% spośród ok. 24 tys. głosujących) odwołano Prezydenta Elbląga Grzegorza Nowaczyka i radę miejską[22].
- 21 kwietnia – odbyły się wybory uzupełniające do Senatu RP w okręgu nr 73, które wygrał Bolesław Piecha (Prawo i Sprawiedliwość) uzyskując wynik 28,48% głosów[23].

### Maj
- 21 maja – w Lusławicach koło Tarnowa otwarto Europejskie Centrum Muzyki Krzysztofa Pendereckiego[24].
- 28 maja – w Warszawie odsłonięto Pomnik w hołdzie Żandarmerii Wojskowej[25][26].

### Czerwiec
- 14–16 czerwca – L Krajowy Festiwal Piosenki Polskiej w Opolu[27]
- 21 czerwca – na Listę Światowego Dziedzictwa Kulturowego i Przyrodniczego Ludzkości UNESCO została wpisana grupa 16 drewnianych cerkwi regionu karpackiego w Polsce i na Ukrainie[28].
- 22 czerwca – na Stadionie Narodowym w Warszawie odbył się pierwszy polski koncert Paula McCartneya[29].
- 23 czerwca – Kopalnia soli w Bochni została wpisana na Listę Światowego Dziedzictwa UNESCO[30].

### Lipiec
- 7 lipca – odbyła się II tura wyborów prezydenckich w Elblągu, w których zwyciężył kandydat PiS Jerzy Wilk zdobywając 51,74% i pokonał w wyborach kandydatkę PO Elżbietę Gelert[31][32].
- 11 lipca – odbyły się uroczyste obchody rocznicy mordu wołyńskiego[33][34][35].
- 23 lipca – nastąpiło całkowite wyłączenie sygnału analogowego w telewizji naziemnej[36].

### Wrzesień
- 1 września – rozpoczął ponowne[37] nadawanie kanał TVP Regionalna[38].
- 3 września – Sąd Okręgowy w Katowicach skazał Katarzynę Waśniewską na karę 25 lat pozbawienia wolności za zabójstwo swojej 6-miesięcznej córki, Magdaleny.
- 8 września – odbyły się wybory uzupełniające do Senatu RP w okręgu wyborczym nr 55, które wygrał Zdzisław Pupa (Prawo i Sprawiedliwość) uzyskując wynik 60,84% głosów[39].
- 17 września – w Panteonie Narodowym w Krakowie zostały złożone prochy Sławomira Mrożka[40].
- 24 września – polskojęzyczna Wikipedia osiągnęła milion artykułów.

### Październik
- 5–6 października – na nadzwyczajnym kongresie Ruch Palikota przekształcił się w partię polityczną Twój Ruch[41]. Przekształcenie było związane z wejściem do ugrupowania m.in. stowarzyszenia Ruch Społeczny Europa Plus i partii politycznej Racja Polskiej Lewicy[41].
- 13 października – w Warszawie odbyło się referendum w sprawie odwołania prezydent miasta Hanny Gronkiewicz-Waltz. Referendum zostało uznane za nieważne z uwagi na zbyt niską frekwencję[42].
- 23 października – Sejm RP uchwalił ustawę o postępowaniu wobec osób z zaburzeniami psychicznymi stwarzających zagrożenie życia, zdrowia lub wolności seksualnej innych osób[43][44].

### Listopad
- 3 listopada – w Laskach pochowano byłego premiera Tadeusza Mazowieckiego. Tego dnia w kraju obowiązywała jednodniowa żałoba narodowa[45].
- 11 listopada – obchody 95. rocznicy Święta Niepodległości[46].
- 14 listopada – wybuch gazu w Jankowie Przygodzkim[47].
- 22 listopada – Sejm uchwalił ustawę o rodzinnych ogrodach działkowych[48][49].
- 23 listopada – zakończyła działalność antyklerykalna partia Racja Polskiej Lewicy[50].

### Grudzień
- 5 grudnia – początek orkanu Ksawery[51].

## Wydarzenia na świecie

### Styczeń
- 1 stycznia:
  - Irlandia objęła prezydencję w Unii Europejskiej.
  - Biały Dom i przywódcy Kongresu USA osiągnęli porozumienie ws. klifu fiskalnego (zezwala na opóźnienie drastycznych cięć budżetowych o 2 miesiące).
  - w Abidżanie podczas pokazu sztucznych ogni stratowano 60 osób, a 49 zostało rannych[52].
- 11 stycznia:
  - w Libreville podpisano porozumienie pokojowe, kończące wojnę domową w Republice Środkowoafrykańskiej.
  - początek francuskiej interwencji w Mali podczas tamtejszej wojny domowej.
  - wojna domowa w Syrii: zajęcie bazy lotniczej Taftanaz przez rebeliantów.
- 11–12 stycznia – po raz pierwszy w historii Czech odbyły się powszechne wybory prezydenckie do II tury weszli Miloš Zeman i Karel Schwarzenberg.
- 15 stycznia – w podwójnej eksplozji na uniwersytecie w Aleppo na północy Syrii zginęło ponad 80 osób, a ponad 160 zostało rannych.
- 16–19 stycznia – atak na pole gazowe Ajn Amnas.
- 17 stycznia:
  - Tommy Remengesau został zaprzysiężony na stanowisku prezydenta Palau.
  - konflikt w Mali: początek ofensywy lądowej Francuzów; zajęcie przez nich Konny.
  - Nicolas Tiangaye został zaprzysiężony na stanowisku premiera Republiki Środkowoafrykańskiej.
- 19 stycznia – Siły Zbrojne Mjanmy ogłosiły zawieszenie broni podczas konfliktu w stanie Kaczin.
- 21 stycznia:
  - prezydent USA Barack Obama został zaprzysiężony na drugą kadencję.
  - Djimrangar Dadnadji został zaprzysiężony na stanowisku premiera Czadu.
  - 17 stycznia – konflikt w Mali: Francja zajęła Diabaly.
- 25 stycznia – w zamieszkach w wenezuelskim więzienia Uribana zginęło 61 więźniów.
- 25–26 stycznia:
  - II tura wyborów prezydenckich w Czechach, które wygrał Miloš Zeman.
  - wybuch dwudniowych zamieszek w Egipcie w których zginęło 27 osób.
- 26 stycznia – konflikt w Mali: Francja zajęła Gao.
- 27 stycznia – pożar w klubie nocnym w Santa Maria na południu Brazylii, zginęło 245 osób, a około 200 zostało rannych[53].
- 28 stycznia – konflikt w Mali: Francja odbiła Timbuktu.
- 29 stycznia – masakra nad rzeką Kuwajk w Aleppo – rozstrzelano 108 mężczyzn.
- 30 stycznia – konflikt w Mali: Francja przejęła Kidal z rąk islamskich rebeliantów.

### Luty
- 1 lutego – Shard London Bridge został otwarty dla zwiedzających.
- 2 lutego – setna rocznica Grand Central Terminal.
- 5 lutego – rozpoczął się protest w Shahbag.
- 11 lutego – papież Benedykt XVI ogłosił, że 28 lutego 2013 roku o godz. 20 zakończy swój pontyfikat.
- 15 lutego – w Rosji (w obwodach czelabińskim, tiumeńskim i swierdłowskim) oraz przylegających regionach Kazachstanu miał miejsce upadek meteoroidu.
- 28 lutego – Benedykt XVI zakończył swój ośmioletni potyfikat i od tej pory stał się emerytowanym papieżem.

### Marzec
- 5 marca – Maciej Berbeka, Adam Bielecki, Tomasz Kowalski i Artur Małek dokonali pierwszego zimowego wejścia na ośmiotysięcznik Broad Peak.
- 8 marca – Miloš Zeman objął urząd prezydenta Czech.
- 12 marca – rozpoczęło się konklawe po rezygnacji papieża Benedykta XVI.
- 13 marca – konklawe wybrało nowego papieża – został nim kardynał Jorge Mario Bergoglio, który przyjął imię Franciszek.
- 14 marca – Xi Jinping został przez Ogólnochińskie Zgromadzenie Przedstawicieli Ludowych wybrany nowym przewodniczącym Chińskiej Republiki Ludowej.
- 19 marca – papież Franciszek odprawił mszę świętą inaugurującą jego pontyfikat. Otrzymał także insygnia władzy papieskiej – paliusz oraz pierścień świętego Piotra.
- 20 marca – Alenka Bratušek została premierem Słowenii.
- 23 marca – w Castel Gandolfo doszło do historycznego spotkania urzędującego papieża Franciszka z emerytowanym papieżem Benedyktem XVI[54].

### Kwiecień
- 14 kwietnia – Nicolás Maduro wygrał wybory prezydenckie w Wenezueli zdobywając 50,7% głosów.
- 15 kwietnia – zamach bombowy w Bostonie, w którym zginęły 3 osoby, a kilkadziesiąt zostało rannych.
- 16 kwietnia – trzeci z największych i najpiękniejszych różowych diamentów na świecie nazwany „Książątkiem”, o masie 34,64 karata, został sprzedany na aukcji w nowojorskim Christie’s za blisko 40 mln dolarów.
- 20 kwietnia – prezydent Włoch Giorgio Napolitano został wybrany na kolejną kadencję.
- 26 kwietnia – 38 osób zginęło w pożarze szpitala psychiatrycznego we wsi Ramienje w rejonie dmitrowskim w Rosji.
- 28 kwietnia – Enrico Letta został zaprzysiężony na stanowisku premiera Włoch, stając na czele koalicyjnego rządu.
- 30 kwietnia – abdykowała królowa Holandii Beatrycze na rzecz syna Wilhelma Aleksandra.

### Maj
- 7 maja – w Sztokholmie otwarto Muzeum ABBY.
- 10 maja – były dyktator Gwatemali Efraín Ríos Montt został uznany za winnego zbrodni przeciwko ludzkości oraz ludobójstwa i skazany na 80 lat pozbawienia wolności.
- 11 maja – 52 osoby zginęły, a 140 zostało rannych w wyniku eksplozji dwóch samochodów-pułapek w leżącym przy granicy syryjskiej tureckim mieście Reyhanlı.
- 12 maja – ugrupowanie Obywatele na rzecz Europejskiego Rozwoju Bułgarii kierowane przez Bojko Borisowa wygrało przedterminowe wybory parlamentarne w Bułgarii.
- 14 maja – amerykańska aktorka Angelina Jolie w artykule opublikowanym w The New York Times poinformowała, że przeszła zabieg podwójnej prewencyjnej mastektomii z powodu posiadania genu predysponującego w znacznym stopniu do zachorowania na raka piersi lub jajników.
- 18 maja – duńska piosenkarka Emmelie de Forest z utworem Only Teardrops zwyciężyła w 58. Konkursie Piosenki Eurowizji w szwedzkim Malmö.
- 20 maja – potężne tornado przeszło nad USA w stanach Oklahoma, Kansas i Illinois. Zginęło 91 osób a ponad 300 zostało rannych.
- 22 maja – wojna domowa w Kolumbii: 10 żołnierzy zginęło w zamachu bombowym przeprowadzonym przez rebeliantów z Armii Wyzwolenia Narodowego (ELN) w miejscowości Chitagá przy granicy z Wenezuelą.
- 28 maja – na placu Taksim w Stambule rozpoczął się antyrządowy protest, który ogarnął później inne miasta i regiony Turcji.
- 29 maja – w wyniku ataku drona w pakistańskiej prowincji Południowy Waziristan zginęło 5 członków organizacji Tehrik-i-Taliban Pakistan, w tym jeden z jej liderów Wali-ur-Rehman.

### Czerwiec
- 4 czerwca – Nawaz Sharif został po raz czwarty premierem Pakistanu.
- 5 czerwca – wystartowała rakieta Ariane 5 z Automatycznym Statkiem Transportowym ATV-4 Albert Einstein Europejskiej Agencji Kosmicznej.
- 6 czerwca – Rami al-Hamd Allah został premierem Autonomii Palestyńskiej.
- 11 czerwca:
  - turecka policja rozpędziła okupujących plac Taksim.
  - wystartował chiński załogowy statek kosmiczny Shenzhou 10.
- 13 czerwca:
  - Sąd Najwyższy USA orzekł jednomyślnie, że naturalnie występujące sekwencje DNA nie mogą być patentowane, zamkając sprawę ACLU-Myriad Genetics. Orzeczenie unieważniło szereg patentów, nie rozstrzygając jednak możliwości patentowania niewystępujących w przyrodzie sekwencji cDNA.
  - w Lewiston w amerykańskim stanie Nowy Jork odnaleziono, po blisko 70 latach od zaginięcia, dziennik jednego z głównych ideologów rasistowskich III Rzeszy Alfreda Rosenberga, wykorzystany podczas jego procesu przed Międzynarodowym Trybunałem Wojskowym w Norymberdze przez jego oskarżyciela, amerykańskiego prawnika Roberta Kempnera.
- 14 czerwca:
  - Hasan Rouhani zwyciężył w I turze wyborów prezydenckich w Iranie.
  - dokonano oblotu Airbusa A350.
- 15 czerwca – Automatyczny Statek Transportowy ATV-4 Albert Einstein Europejskiej Agencji Kosmicznej zacumował do Międzynarodowej Stacji Kosmicznej.
- 17 czerwca – premier Czech Petr Nečas podał się do dymisji.
- 18 czerwca:
  - 28 osób zginęło, a ponad 60 zostało rannych w samobójczym zamachu bombowym w trakcie pogrzebu w mieście Mardan w północnym Pakistanie.
  - w stolicy Burkina Faso Wagadugu podpisano porozumienie w sprawie zakończenia wojny domowej w Mali (zerwane w listopadzie tego roku).
- 19 czerwca:
  - austriacki koncern budowlany Alpine Bau ogłosił niewypłacalność.
  - w ataku na siedzibę ONZ w stolicy Somalii Mogadiszu zaginęły 22 osoby, a 20 zostało rannych.
- 23 czerwca:
  - opozycyjna lewicowa koalicja wygrała wybory parlamentarne w Albanii.
  - w nocy z 22 na 23 czerwca grupa uzbrojonych terrorystów, przebranych w wojskowe mundury zabiła 11 wspinaczy w bazie na wysokości 4200 m n.p.m. na ośmiotysięczniku Nanga Parbat w Himalajach. Zginęło trzech Ukraińców, dwóch Słowaków, dwóch Chińczyków, Amerykanin, Litwin, Pakistańczyk i Nepalczyk, a jeden Chińczyk zdołał uciec i wezwać pomoc.
- 25 czerwca:
  - Jiří Rusnok został desygnowany na premiera Czech. Zlecono mu tworzenie gabinetu technicznego po dymisji premiera Petra Nečasa.
  - Emir Kataru Hamad ibn Chalifa Al Sani abdykował na rzecz swego syna Tamima.
  - w ataku talibów na budynki rządowe i pałac prezydencki w Kabulu zginęło 17 osób (14 napastników i 3 strażników), a jedna została ranna.
- 26 czerwca:
  - zakończyła się chińska załogowa misja kosmiczna Shenzhou 10.
  - Abd Allah ibn Nasir ibn Chalifa Al Sani został premierem Kataru.
- 27 czerwca:
  - Kevin Rudd został po raz drugi premierem Australii.
  - ośmiu żołnierzy zginęło, a dwóch i dwie osoby cywilne zostały ranne w zamachu bombowym w mieście Yala w południowej Tajlandii.

### Lipiec
- 1 lipca:
  - Litwa objęła prezydencję w Unii Europejskiej.
  - siódme rozszerzenie Unii Europejskiej. Chorwacja została oficjalnie przyjęta do Unii Europejskiej.
- 3 lipca – prezydent Egiptu Muhammad Mursi został odsunięty od władzy wskutek zamachu stanu.
- 5 lipca – papież Franciszek ogłosił dekret o uznaniu cudu bł. Jana Pawła II i ogłosił, że z Janem Paweł II będzie kanonizowany Jan XXIII, przy którym zdecydował o odstąpieniu od stwierdzenia cudu za wstawiennictwem błogosławionego. Data kanonizacji obu papieży zostanie ustalona na konsystorzu.
- 6 lipca – Boeing 777-200ER linii lotniczych Asiana Airlines (lot nr 214) rozbił się podczas lądowania w porcie lotniczym San Francisco.
- 11 lipca – premier Luksemburga Jean-Claude Juncker podał się do dymisji.
- 16 lipca – rozpoczął się kryzys o połowy na gibraltaskich wodach terytorialnych, zwany między innymi „kryzys gibraltaski 2013-2014”.
- 18 lipca – amerykańskie miasto Detroit ogłosiło upadłość.
- 21 lipca – abdykował król Belgów Albert II na rzecz syna Filipa I.
- 22 lipca – chińską prowincję Gansu nawiedziło trzęsienie ziemi, powodując co najmniej 94 ofiary śmiertelne.
- 23 lipca – rozpoczęły się XXVIII Światowe Dni Młodzieży w Rio de Janeiro.
- 24 lipca – doszło do katastrofy kolejowej w Santiago de Compostela.
- 28 lipca:
  - zakończyły się XXVIII Światowe Dni Młodzieży w Rio de Janeiro, następne odbędą się w 2016 r. w Krakowie.
  - we włoskim mieście Monteforte Irpino doszło do katastrofy autokaru, w której zginęło co najmniej 39 osób.
- 31 lipca – Robert Mugabe został ponownie wybrany na prezydenta Zimbabwe.

### Sierpień
- 21 sierpnia:
  - syryjska opozycja oskarżyła Baszszara al-Asada o atak chemiczny na ludność cywilną.
  - amerykański żołnierz Bradley Manning został skazany na 35 lat więzienia za przekazanie tajnych informacji serwisowi WikiLeaks.
- 22 sierpnia – obalony egipski prezydent Husni Mubarak został przeniesiony z więzienia do szpitala.
- 23 sierpnia – co najmniej 47 osób zginęło w zamachach w Trypolisie.
- 29 sierpnia – Izba Gmin odrzuciła wniosek premiera Davida Camerona o interwencję wojskową w Syrii.
- 31 sierpnia – Barack Obama oskarżył Baszszara al-Asada o użycie broni chemicznej i zapowiedział interwencję zbrojną w Syrii, odłożył jednak atak i poprosił Kongres o zgodę na jego przeprowadzenie.

### Wrzesień
- 9 września – centroprawicowa opozycja wygrała wybory parlamentarne w Norwegii, uzyskując bezwzględną większość w Stortingu.
- 18 września – Tony Abbott został zaprzysiężony na premiera Australii.
- 19 września – bank JPMorgan Chase zgodził się zapłacić karę 920 milionów euro za zły nadzór nad handlem instrumentami pochodnymi.
- 22 września – w Niemczech odbyły się wybory do Bundestagu, w których z wynikiem 41,5% wygrała koalicja CDU/CSU pod przewodnictwem kanclerz Angeli Merkel.
- 23 września – egipskie Bractwo Muzułmańskie otrzymało sądowy zakaz działalności.
- 28 września – 5 ministrów ze współtworzącego włoski koalicyjny rząd Enrica Letty Ludu Wolności podało się do dymisji.
- 29 września:
  - rządząca koalicja socjaldemokratów i ludowców zwyciężyła w wyborach parlamentarnych w Austrii.
  - około 50 nigeryjskich studentów zostało zamordowanych przez bojówkarzy z islamistycznej organizacji Boko Haram.
- 30 września:
  - co najmniej 54 osoby zginęły w wyniku eksplozji 14 samochodów-pułapek w dzielnicach Bagdadu o przewadze ludności szyickiej, w tym w dzielnicy As-Saura.
  - odbył się konsystorz, na którym papież Franciszek ogłosił dzień 27 kwietnia 2014 jako datę kanonizacji Jana Pawła II i Jana XXIII[55].
  - w Turcji zniesiono nielegalność liter Q, W i X[56].

### Październik
- 3 października – ponad 200 osób zginęło w pożarze łodzi afrykańskich imigrantów u wybrzeży włoskiej Lampedusy.
- 6 października:
  - po 10 latach Bundeswehra opuściła Afganistan, przekazując miejscowym siłom swoją bazę w prowincji Kunduz.
  - co najmniej 51 osób zginęło w Egipcie w starciach zwolenników Muhammada Mursiego z siłami bezpieczeństwa.
- 7 października – Nagrodę Nobla w dziedzinie fizjologii lub medycyny otrzymali James Rothman, Randy Schekman oraz Thomas Südhof za odkrycia dotyczące maszynerii regulującej transport pęcherzykowy – główny system transportowy w komórkach.
- 10 października – Nagrodę Nobla w dziedzinie literatury otrzymała kanadyjska pisarka Alice Munro.
- 11 października – Pokojową Nagrodę Nobla przyznano Organizacji ds. Zakazu Broni Chemicznej.
- 14 października – Nagroda Banku Szwecji im. Alfreda Nobla w dziedzinie ekonomii została przyznana Larsowi Hansenowi, Robertowi Shillerowi i Eugene’owi Famie.
- 16 października – Erna Solberg, przewodnicząca konserwatystów, objęła urząd premiera Norwegii.
- 18 października – Czad, Chile, Litwa, Nigeria i Arabia Saudyjska zostały wybrane do Rady Bezpieczeństwa ONZ na lata 2014–2015, po czym monarchia Saudów jako pierwszy kraj w historii odmówiła przyjęcia miejsca.

### Listopad
- 10 listopada – Tajfun dotarł do Filipin. Skutkiem tego, 10 tysięcy ludzi straciło życie.
- 17 listopada – katastrofa lotu Tatarstan Airlines 363
- 21 listopada:
  - Katastrofa budowlana w Rydze.
  - Początek Protestów na Ukrainie – ludzie wyszli na ulice Kijowa po tym, gdy prezydent Wiktor Janukowycz zapowiedział, że nie podpisze umowy stowarzyszeniowej z Unią Europejską na szczycie Partnerstwa Wschodniego, na Litwie, 29 listopada 2013, tłumacząc, że Ukraina popadła w kryzys finansowy i gospodarczy i że może to pogorszyć stosunki handlowe z Rosją.
- 26 listopada – na aukcji w Nowym Jorku sprzedano egzemplarz „Bay Psalm Book”, psałterza wydrukowanego w 1640 roku, za sumę 14,165 mln dolarów, co czyni ją najdroższą książką na świecie.
- 27 listopada został wyprodukowany animowany film disneya Kraina Lodu (Frozen)
- 29 listopada – nigeryjskie wojsko najechało jedną z głównych baz islamistów z Boko Haram, zginęło co najmniej 51 rebeliantów.
- 30 listopada – Protesty na Ukrainie: Specjalne oddziały milicji „Berkut” brutalnie spacyfikowały około godz. 4:30 czasu lokalnego koczujących na Majdanie Niepodległości w Kijowie ludzi przy użyciu pałek i gazu łzawiącego; 35 osób zostało zatrzymanych, kilkadziesiąt osób (w tym dwóch Polaków) zostało rannych. Milicja po tym zajściu tłumaczyła się faktem, że przebywający tam ludzie przeszkadzali służbom komunalnym w wieszaniu świątecznych dekoracji.

### Grudzień
- 1 grudnia – Protesty na Ukrainie: Szturm demonstrantów na siedzibę Rady Miasta w Kijowie, siedzibę prezydenta przy ul. Bankowej w Kijowie oraz rezydencję prezydenta pod Kijowem.
- 3 grudnia – Protesty na Ukrainie: Parlament ukraiński przegłosował wotum nieufności wobec rządu Mykoły Azarowa.
- 7 grudnia – konferencja Światowej Organizacji Handlu na wyspie Bali w Indonezji zakończyła się porozumieniem w sprawie liberalizacji handlu światowego w ramach „pakietu z Bali”.
- 12 grudnia – Senat Stanów Zjednoczonych przyjął uchwałę o ustanowieniu roku 2014 rokiem Jana Nowaka-Jeziorańskiego. Uchwała została podjęta z okazji przypadającej 3 października 2014 r. 100 rocznicy jego urodzin.
- 14 grudnia:
  - chińska sonda Chang’e 3 wylądowała na powierzchni Księżyca.
  - Socjaldemokratyczna Partia Niemiec zgodziła się przystąpić do koalicji rządowej z prawicową CDU/CSU.
- 15 grudnia – Michelle Bachelet zwyciężyła w wyborach prezydenckich w Chile.
- 19 grudnia – początek misji Gaia z kosmodromu Kourou w Gujanie Francuskiej.
- 20 grudnia – Władimir Putin ułaskawił Michaiła Chodorkowskiego.
- 31 grudnia – zakończenie projektu badawczego INDECT

## Wydarzenia sportowe

### Styczeń
- 29 grudnia-6 stycznia – odbyła się 7. edycja Tour de Ski. Zwycięzcami zostali – Justyna Kowalczyk i Aleksandr Legkow. Polka zajęła pierwsze miejsce w klasyfikacji generalnej i sprinterskiej.
- 30 grudnia-6 stycznia – odbył się 61. Turniej Czterech Skoczni, w którym zwyciężył Austriak Gregor Schlierenzauer. Kamil Stoch zajął 4. miejsce. Podczas trzecich zawodów imprezy, na skoczni Bergisel w austriackim Innsbrucku stanął na 2. miejscu podium.
- 3 stycznia – Justyna Kowalczyk zwyciężyła w biegu na 15 kilometrów techniką dowolną z handicap’em, we włoskich Toblach.
- 4 stycznia – Kowalczyk odniosła trzeci drugą wygraną w Toblach, tym razem na 3,3 kilometra techniką klasyczną.
- 5 stycznia – Polka odniosła trzeci triumf z rzędu. Był to bieg masowy, zorganizowany w Val di Fiemme, na 10 kilometrów techniką klasyczną.
- 5–20 stycznia – odbyła się 35. edycja Rajdu Dakar, która po raz piąty gościła na trasach Ameryki Południowej.
- 7 stycznia – Argentyńczyk Lionel Messi po raz czwarty z rzędu zdobył Złotą Piłkę FIFA.
- 8 stycznia – Protesty na Ukrainie: Protestujący obalili stojący w Kijowie od 1946 roku Pomnik Lenina
- 9 stycznia – odbył się pierwszy w historii konkurs Pucharu Świata w skokach narciarskich na skoczni w Wiśle-Malince, w którym zwyciężył Norweg Anders Bardal.
- 11–27 stycznia:
  - odbyły się 23. Mistrzostwa Świata w piłce ręcznej mężczyzn, w których zwyciężyli gospodarze – Hiszpanie.
  - polska drużyna skoczków w składzie: Piotr Żyła, Maciej Kot, Krzysztof Biegun i Kamil Stoch, zajęła 2. miejsce w zawodach PŚ w skokach narciarskich, w Zakopanem.
- 12 stycznia:
  - Kamil Stoch zajął 3. miejsce w zawodach PŚ w skokach narciarskich, w Zakopanem.
  - Justyna Kowalczyk zajęła 2. pozycję w sprincie techniką klasyczną, w zawodach PŚ w biegach narciarskich, w czeskim Libercu.
- 14–27 stycznia – odbyła się 101. edycja Australian Open, wśród mężczyzn turniej trzeci raz z rzędu wygrał Serb Novak Đoković, w rywalizacji kobiet najlepsza była Wiktoryja Azaranka. Agnieszka Radwańska doszła do ćwierćfinału turnieju.
- 19 stycznia – Justyna Kowalczyk zdobyła brązowy medal w zawodach Pucharu Świata, w biegu masowym na 10 kilometrów techniką klasyczną, we francuskim La Clusaz.

### Luty
- 10 lutego – Krystyna Pałka zdobyła srebrny medal Biathlonowych Mistrzostwach Świata w Novym Měscie, w biegu pościgowym.
- 10 lutego – Zbigniew Bródka zajął 2. miejsce w biegu na 1500 metrów, w zawodach PŚ w łyżwiarstwie szybkim, w niemieckim Inzell.
- 16 lutego – Justyna Kowalczyk zwyciężyła w zawodach Pucharu Świata, w sprincie techniką klasyczną, we szwajcarskim Davos.
- 17 lutego:
  - Monika Hojnisz zdobyła brązowy medal Biathlonowych Mistrzostwach Świata Novym Měscie, w biegu masowym.
  - Justyna Kowalczyk zajęła 2. miejsce na 10 kilometrów techniką klasyczną, w zawodach Pucharu Świata we szwajcarskim Davos.
- 28 lutego – Kamil Stoch został mistrzem świata w skokach narciarskich na dużej skoczni we włoskim Val di Fiemme.

### Marzec
- 28 lutego-3 marca – odbyły się 32. w historii Halowe Mistrzostwa Europy w lekkoatletyce, we szwedzkim Göteborgu. Polska zdobyła trzy medale: złoto Adam Kszczota w biegu na 800 metrów, srebro Anny Rogowskiej w skoku o tyczce oraz brąz Katarzyny Broniatowskiej w biegu na 1500 metrów.
- 2 marca:
  - Justyna Kowalczyk zdobyła srebrny medal MŚ na dystansie 30 kilometrów techniką klasyczną, we włoskim Val di Fiemme.
  - Polscy panczeniści w składzie: Zbigniew Bródka, Konrad Niedźwiecki i Jan Szymański, zajęli 3. pozycję w biegu drużynowym, w zawodach PŚ w łyżwiarstwie szybkim, w niemieckim Erfurt.
- 3 marca – Zbigniew Bródka zwyciężył na 1500 metrów, w zawodach PŚ w łyżwiarstwie szybkim, w Erfurt.
- 8 marca:
  - polskie panczenistki w składzie: Katarzyna Bachleda-Curuś, Natalia Czerwonka i Luiza Złotkowska, zajęły 3. miejsce w biegu drużynowym PŚ w łyżwiarstwie szybkim, w kończącej sezon eliminacji, w holenderskim Heerenveen. Dzięki temu Polki zajęły najniższy stopień podium w klasyfikacji generalnej sezonu.
  - Zbigniew Bródka zdobył Puchar Świata w łyżwiarstwie szybkim, na dystansie 1500 metrów. Triumf przypieczętował drugim miejsceem w kończącej sezon eliminacji, w Heerenveen. W tej samej klasyfikacji Konrad Niedźwiecki zajął 7. pozycję. Wraz z Janem Szymańskim, drużynowo uplasowali się na 5. lokacie.
- 9 marca:
  - Magdalena Gwizdoń zwyciężyła w biathlonowym konkursie PŚ, w rosyjskim mieście Soczi.
  - drużyna skoczków w składzie: Maciej Kot, Piotr Żyła, Krzysztof Miętus i Kamil Stoch, zajęła najniższy stopień podium, w zawodach PŚ w skokach narciarskich, w fińskim Lahit.
- 10 marca – Justyna Kowalczyk zwyciężyła w biegu na 10 kilometrów techniką klasyczną, w zawodach Pucharu Świata w fińskim Lahti.
- 12 marca – Kamil Stoch zwyciężył w zawodach PŚ w skokach narciarskich, w fińskim Kuopio.
- 13 marca – Kowalczyk wygrała zawody Pucharu Świata, w sprincie techniką klasyczną, w norweskim Drammen.
- 15 marca – Stoch odniósł drugie zwycięstwo z rzędu, tym razem w norweskim Trondheim.
- 17 marca:
  - Piotr Żyła wygrał w Oslo swój pierwszy konkurs Pucharu Świata w skokach narciarskich.
  - Justyna Kowalczyk zajęła 2. miejsce w zawodach Pucharu Świata, w biegu masowym na 30 kilometrów techniką dowolną, w norweskim Oslo.
- 18 marca – rosyjska drużyna Lokomotiw Nowosybirsk pokonała w finale Ligi Mistrzów siatkarzy włoski klub Bre Banca Lannutti Cuneo. ZAKSA Kędzierzyn-Koźle przegrała rywalizację o 3. miejsce z Zenitem Kazań.
- 20 marca – Justyna Kowalczyk wygrała zawody Pucharu Świata w szwedzkim Sztokholmie, w sprincie techniką klasyczną.
- 22 marca – Piotr Żyła zajął 3. miejsce w konkursie PŚ w lotach narciarskich, w słoweńskiej Planicy. W klasyfikacji generalnej uplasował się na 8. miejscu, natomiast Stoch na dziewiątym.
- 23 marca – Jarosław Hampel zwyciężył w GP Nowej Zelandii, na żużlu i został pierwszym liderem MŚ.
- 25–29 marca – odbyły się 2. Zimowe Światowe Wojskowe Igrzyska Sportowe zawody dla sportowców-żołnierzy zorganizowane przez Międzynarodową Radę Sportu Wojskowego (CISM) we francuskiej Annecy. W klasyfikacji medalowej zwyciężyli Francuzi z 30 medalami.
- Justyna Kowalczyk zdobyła czwarty w karierze Puchar Świata w biegach narciarskich. Polka zwyciężyła także w klasyfikacji biegów długodystansowych oraz była druga w klasyfikacji sprinterskiej. Stawała szesnastokrotnie na podium, z czego jedenaście razy na najwyższym stopniu.
- Kamil Stoch zajął 3. miejsce w klasyfikacji generalnej Pucharu Świata w lotach narciarskich. Stawał pięciokrotnie na podium, z czego dwukrotnie na najwyższym stopniu.
- Zbigniew Bródka zdobył Puchar Świata w łyżwiarstwie szybkim. Polak czterokrotnie wizytował na podium, z czego raz na jego najwyższym stopniu.

### Maj
- 4–26 maja – odbyła 96. edycja Giro d’Italia, w której triumfował Włoch Vincenzo Nibali. Przemysław Niemiec oraz Rafał Majka zajęli odpowiednio 6. i 7. miejsce w klasyfikacji generalnej. Majka był trzykrotnie liderem klasyfikacji młodzieżowców i ostatecznie zajął w niej 2. pozycję.
- 8 maja – oficjalna strona internetowa Manchester United F.C. poinformowała o odejściu sir Alexa Fergusona na emeryturę po 26 sezonach na stanowisku trenera.
- 26 maja
  - w finale Ligi Mistrzów UEFA Bayern Monachium pokonał Borussię Dortmund 2:1. W przegranej drużynie grali Robert Lewandowski, Jakub Błaszczykowski oraz Łukasz Piszczek. Lewandowski zdobył 10 bramek, plasując się tym samym na 2. miejscu w klasyfikacji królów strzelców.
  - Jakub Giermaziak zajął 2. miejsce w wyścigu Porsche Supercup, na torze Monte Carlo.
- Borussia Dortmund została wicemistrzem niemieckiej ligi piłkarskiej. Robert Lewandowski strzelając 24 bramki, uplasował się na 2. pozycji w klasyfikacji królów strzelców.

### Czerwiec
- 26 maja-9 czerwca – odbył się drugi tegoroczny turniej wielkoszlemowy – French Open – w którym triumfowali Hiszpan Rafael Nadal oraz Amerykanka Serena Williams. Agnieszka Radwańska doszła do ćwierćfinału turnieju.
- 31 maja-2 czerwca – odbyły się Mistrzostwa Europy we Wioślarstwie. Polacy zdobyli łącznie pięć medali – cztery srebrne i jeden brązowy:
  - medale srebrne: dwójka bez sternika w składzie: Wojciech Gutorski i Jarosław Godek; czwórka podwójna w składzie: Dawid Grabowski, Konrad Wasielewski, Piotr Licznerski oraz Adam Wicenciak; ósemka ze sternikiem w składzie: Marcin Brzeziński, Piotr Juszczak, Mikołaj Burda, Piotr Hojka, Zbigniew Schodowski, Michał Szpakowski, Krystian Aranowski, Rafał Hejmej oraz Daniel Trojanowski; dwójka podwójna w składzie: Magdalena Fularczyk oraz Natalia Madaj.
  - medal brązowy zdobyła dwójka lekka w składzie: Weronika Deresz oraz Katarzyna Wełna.
- 1 czerwca – Robert Kubica, jeżdżący Citroenem DS3, zwyciężył w Rajdzie Grecji, w klasyfikacji WRC-2 – druga w kolejności klasyfikacja Rajdowych Mistrzostw Świata.
- 2 czerwca – HSV Hamburg pokonał w finale Ligi Mistrzów piłkarzy ręcznych FC Barcelonę. Vive Targi Kielce zajął 3. miejsce, po pokonaniu THW Kiel.
- 2 czerwca – Legia Warszawa została po raz dziewiąty Mistrzem Polski.
- 8 czerwca – Jakub Dalewski zajął 2. miejsce w sobotnim wyścigu Formuły Renault 2.0 Alps.
- 15 czerwca – Jarosław Hampel zwyciężył w GP Polski, na żużlu.
- 14–16 czerwca – odbyły się Mistrzostwa Europy w kajakarstwie w portugalskim Montemor-o-Velho. Polacy zdobyli łącznie dziewięć medali, w tym dwa złote, dwa srebra i pięć brązowych:
  - Marcin Grzybowski zdobył trzy medale – dwa brązowe w kategorii C-1 500m oraz C-1 1000m oraz srebro w C-1 5000m.
  - Tomasz Kaczor i Vincent Słomiński(inne języki) zdobyli brązowy medal w kategorii C-2 500m.
  - Paweł Szandrach i Mariusz Kujawski zdobyli brązowy medal w kategorii K-2 500m.
  - Marta Walczykiewicz zdobyła złoty medal w kategorii K-2 200m.
  - Karolina Naja i Magdalena Krukowska zdobyły srebrny medal w kategorii K-2 200m.
  - Karolina Naja i Beata Mikołajczyk zdobyły dwa złote medale w kategorii K-2 500m i K-2 1000m.
- 21 czerwca – Robert Kubica wygrał drugi rajd w karierze – Rajd Sardynii. W ogólnej klasyfikacji był dziewiąty, dzięki czemu po raz pierwszy w karierze zdobył punkty RMŚ.

### Lipiec
- 24 czerwca-7 lipca – odbył się trzeci tegoroczny turniej wielkoszlemowy – Wimbledon – w którym triumfowali Brytyjczyk Andy Murray oraz Francuzka Marion Bartoli. Jerzy Janowicz oraz Agnieszka Radwańska doszli do półfinału turnieju, natomiast Łukasz Kubot do ćwierćfinału.
- 29 czerwca-21 lipca – odbyła się 100. edycja wyścigu kolarskiego Tour de France, w której triumfował Brytyjczyk Chris Froome. Michał Kwiatkowski zajął 11. miejsce. Był także dwukrotnie liderem klasyfikacji młodzieżowców i ostatecznie został sklasyfikowany na 3. pozycji. W klasyfikacji punktowej uplasował się na 8. lokacie. Dwudziestokrotnie plasował się w czołowej dziesiątce poszczególnych etapów, w tym dwukrotnie na najniższym stopniu podium.
- 7 lipca:
  - polski himalaista, Artur Hajzer zginął podczas wyprawy na Gaszerbrum I.
  - zakończyły się rozgrywane w Starych Jabłonkach mistrzostwa świata w siatkówce plażowej.
- 20 lipca – Jarosław Hampel, Krzysztof Kasprzak, Maciej Janowski oraz Patryk Dudek zdobyli Drużynowy Puchar Świata na żużlu.

### Sierpień
- 1 sierpnia – Paweł Korzeniowski został wicemistrzem świata na 200 metrów stylem motylkowym na Mistrzostwach Świata w pływaniu, w Barcelonie.
- 2 sierpnia:
  - Radosław Kawęcki został wicemistrzem świata na 200 metrów stylem grzbietowym na MŚ w pływaniu.
  - reprezentacja Polski w składzie: Maciej Kot, Krzysztof Biegun, Dawid Kubacki i Kamil Stoch – wygrała konkurs Letniej Grand Prix, w Wiśle.
- 3 sierpnia:
  - Konrad Czerniak zajął 3. miejsce na 100 metrów stylem motylkowym, na MŚ w pływaniu.
  - Robert Kubica zajął 2. miejsce w Rajdzie Finlandii (w kategorii WRC-2) oraz dziewiąte w klasyfikacji generalnej.
  - Maciej Kot zajął 2. miejsce w konkursie Letniej Grand Prix, w Wiśle.
- 4 sierpnia:
  - Grzegorz Fijałek i Mariusz Prudel zdobyli brązowy medal Mistrzostw Europy w siatkówce plażowej.
  - Tadeusz Błażusiak zdobył w Los Angeles trzeci w karierze złoty medal X Games.
- 12 sierpnia – Paweł Fajdek został najmłodszym mistrzem świata w historii lekkoatletycznych MŚ, w rzucie młotem.
- 13 sierpnia – Piotr Małachowski zdobył srebrny medal w rzucie dyskiem.
- 16 sierpnia – Anita Włodarczyk zdobyła złoty medal w rzucie młotem.
- 17 sierpnia – Kamil Stoch wygrał konkurs Letniej Grand Prix w szwajcarskim Einsiedeln. Maciej Kot zajął 2. miejsce.
- 18 sierpnia – zakończyły się rozgrywane w Moskwie mistrzostwa świata w lekkoatletyce.
- 24 sierpnia – Kuba Giermaziak zdobył pole position w Porsche SuperCup na torze Spa-Franchorchamps w Belgii.
- 25 sierpnia – Robert Kubica wygrał Rajd Niemiec w kategorii WRC-2, natomiast klasyfikacji generalnej zajął 5. miejsce. Polak został liderem swojej klasy.

### Wrzesień
- 7 września – Tokio zostało wybrane na organizatora Letnich Igrzysk Olimpijskich w 2020 roku.
- 9 września – Serena Williams oraz Rafael Nadal zwyciężyli w rywalizacji singlistów w tenisowym turnieju US Open. Marcin Matkowski wraz z Czeszką Květą Peschke doszedł co ćwierćfinału miksta. Junior Kamil Majchrzak i Amerykanin polskiego pochodzenia Martin Redlicki zwyciężyli w deblu mężczyzn.
- 10 września – Thomas Bach został przewodniczącym Międzynarodowego Komitetu Olimpijskiego.
- 14 września:
  - Patryk Dudek został indywidualnym mistrzem świata juniorów na żużlu. Podium dopełnili inni Polacy – Piotr Pawlicki i Kacper Gomólski.
  - reprezentantki Rosji zdobyły złoty medal ME w siatkówce. Srebro przypadło Niemkom, a brąz Belgii. Polki zakończyły turniej na 11. lokacie.
- 15 września:
  - tegoroczny mistrz Polski Kajetan Kajetanowicz zwyciężył w 70. edycji Rajdu Polski – eliminacji Rajdowych Mistrzostw Europy. Mistrzem serii został Czech Jan Kopecký.
  - Amerykanin Christopher Horner zwycięzcą 68. edycji Vuelta a España. Na 16. etapie trzeci dojechał Bartosz Huzarski. Najwyżej sklasyfikowany Polak Rafał Majka zakończył wyścig na 19. miejscu.
- 22 września:
  - Reprezentacja Francji pokonała Litwę w walce o Mistrzostwo Europy w koszykówce mężczyzn. Trzecie miejsce przypadło obrońcom tytułu Hiszpanom. Polacy zakończyli zmagania na fazie grupowej.
  - Reprezentacja Iranu zwyciężyła w klasyfikacji medalowej w Mistrzostw Świata w zapasach. Polacy zakończyli rywalizację bez medali.
  - zakończyły się Mistrzostwa świata w kolarstwie szosowym, na których reprezentant Polski Michał Kwiatkowski zdobył tytuł mistrzowski w rywalizacji zespołowej, wraz z belgijską ekipą Omega Pharma-Quick Step.

### Październik
- 2 października – Rafał Majka zajął 2. miejsce w najstarszym jednodniowym wyścigu kolarskim w historii Mediolan-Turyn. Zwyciężył Włoch Diego Ulissi
- 5 października – Ukrainiec Wołodymyr Kłyczko pokonał jednogłośnie na punkty Rosjanina Aleksandra Powietkina w walce o pasy IBF, IBO, WBA i WBO wagi ciężkiej. Polak Mateusz Masternak przegrał przez techniczny nokaut pas Mistrza Europy z Rosjaninem Grigorijem Drozdem.
- 6 października – Rafał Majka zajął 3. miejsce w jednodniowym wyścigu kolarskim Giro di Lombardia. Zwyciężył Hiszpan Joaquim Rodríguez.
- 7 października – Robert Kubica wygrał Rajd Francji w kategorii WRC-2 i objął prowadzenie w mistrzostwach. W klasyfikacji generalnej zajął 10. miejsce. Zwyciężył Francuz Sébastien Ogier, który przypieczętował swój pierwszy tytuł Mistrza Świata.
- 16 października – Waldemar Fornalik został zwolniony z funkcji selekcjonera reprezentacji Polski w piłce nożnej po tym, jak jego drużyna nie awansowała na Mistrzostwa Świata w Piłce Nożnej 2014 w Brazylii. Polacy przegrali ostatnie dwa mecze: z Ukrainą 1:0 oraz Anglią 2:0.
- 20–27 października – odbyły się Mistrzostwa Świata w podnoszeniu ciężarów we Wrocławiu. Jedyny medal dla Polski zdobył Bartłomiej Bonk, który zajął 3. miejsce w kategorii do 105 kg. Bonk był także drugi we rwaniu. W tej samej specjalizacji, kategorii do 77 kg, Krzysztof Zwarycz zajął trzecią lokatę. Podczas mistrzostw ustanowiono łącznie pięć rekordów świata.
- 26 października – Adam Nawałka został wybrany nowym selekcjonerem reprezentacji Polski w piłce nożnej. Pracę nad polską kadrą obejmie 1 listopada 2013r.
- 27 października – Robert Kubica zwyciężył w Rajdzie Hiszpanii w swojej klasie, pieczętując tym samym tytuł Mistrza Świata w kategorii WRC-2. W klasyfikacji triumfował Mistrz Świata WRC, Francuz Sébastien Ogier. Polak zajął 9. miejsce.

### Listopad
- 10 listopada – reprezentacja Polski kobiet w składzie: Katarzyna Bachleda-Curuś, Luiza Złotkowska i Katarzyna Woźniak, zajęły 3. miejsce w inauguracyjnych sezon PŚ w łyżwiarstwie szybkim zawodach w kanadyjskim Calgary, w biegu drużynowym.
- 17 listopada – Tadeusz Błażusiak wygrał inauguracyjną rundzie Mistrzostw Świata w SuperEnduro, w Liverpoolu.
- 22 listopada – Tadeusz Błażusiak po raz piąty sięgnął po tytuł Mistrza Stanów Zjednoczonych EnduroCross.
- 22 listopada – Magnus Carlsen został mistrzem świata w szachach
- 24 listopada – Krzysztof Biegun wygrał konkurs Pucharu Świata w skokach narciarskich w niemieckim Klingenthal.
- 29 listopada:
  - Justyna Kowalczyk zwyciężyła w inauguracyjnym biegu PŚ w biegach narciarskich w fińskim Kuusamo, w konkurencji sprintu techniką klasyczną. Została pierwszą liderką klasyfikacji generalnej.
  - Zbigniew Bródka zajął 3. miejsce w biegu na 1500 metrów, w zawodach PŚ w łyżwiarstwie szybkim, w kazachskiej Astanie.
- 30 listopada – Justyna Kowalczyk wygrała bieg na 5 kilometrów techniką klasyczną w zawodach PŚ w biegach narciarskich, w fińskim Kuusamo.

### Grudzień
- 6–8 grudnia – odbyły się zawody PŚ w łyżwiarstwie szybkim. Drugie miejsce na 1500 metrów zajęli Katarzyna Bachleda-Curuś i Zbigniew Bródka, natomiast w biegu drużynowym oprócz Bachledy-Curuś także Luiza Złotkowska i Katarzyna Woźniak. W tej samej konkurencji 3. miejsce zajęli oprócz Bródki również Konrad Niedźwiecki i Jan Szymański.
- 13 grudnia – Robert Kubica został potwierdzony kierowcą fabrycznej ekipy M-Sport, korzystającej z samochodu Ford Fiesta WRC. Będzie to pierwszy pełny sezon Polaka w najwyższej kategorii WRC Rajdowych Mistrzostw Świata.
- 15 grudnia:
  - Kamil Stoch wygrał konkurs Pucharu Świata w skokach narciarskich w niemieckim Titisee-Neustadt, dzień wcześniej wywalczył drugie miejsce, przegrywając jedynie z Austriakiem Thomasem Morgensternem.
  - Tadeusz Błażusiak zajął 2. miejsce w rundzie Mistrzostw Świata SuperEnduro w Łodzi.
  - Robert Kubica i Jakub Gerber wygrali lokalny włoski Rajd Ronde Citta di Sperlonga, jadąc Peugeot 207 S2000.
- 21 grudnia – Jan Ziobro wygrał konkurs Pucharu Świata w skokach narciarskich w szwajcarskim Engelbergu, drugie miejsce zajął Kamil Stoch, zaś na najniższym stopniu podium uplasował się Norweg Anders Bardal.
- 22 grudnia – Kamil Stoch wygrał konkurs Pucharu Świata w skokach narciarskich w szwajcarskim Engelbergu. Trzecie miejsce w konkursie zajął wczorajszy zwycięzca Jan Ziobro.
- 28 grudnia – w wyniku kontrowersyjnej zmiany trasy prologu Tour de Ski (skrócony dystans i zmiana na styl dowolny) Justyna Kowalczyk po raz pierwszy w karierze postanowiła wycofać się z tej imprezy.

## Urodzili się
- 20 stycznia – Carl Friedrich i Louis Ferdinand, synowie księcia i księżnej Prus, prapraprawnuki cesarza niemieckiego, Wilhelma II
- 21 marca – Sacha Casiraghi, syn Andrea i Tatiany Casiraghi, prawnuk księcia Monako, Rainiera III Grimaldi
- 31 marca - Sofía Otero, hiszpańska aktorka dziecięca
- 22 lipca – Jerzy z Cambridge, syn księcia i księżnej Cambridge, prawnuk królowej brytyjskiej, Elżbiety II

## Zmarli
- 1 stycznia:
  - Christopher Martin-Jenkins, angielski dziennikarz sportowy (ur. 1945)
  - Marian Wantoła, polski rysownik, twórca filmów animowanych (ur. 1926)
- 2 stycznia:
  - Ladislao Mazurkiewicz, urugwajski piłkarz polskiego pochodzenia (ur. 1945)
  - Teresa Torańska, polska dziennikarka, pisarka (ur. 1944)
  - Paweł Paliwoda, polski dziennikarz i publicysta (ur. 1963)
- 3 stycznia:
  - Aleksandra Ford-Sampolska, polska aktorka (ur. 1947)
  - Sergiu Nicolaescu, rumuński reżyser i aktor (ur. 1930)
  - Burry Stander, południowoafrykański kolarz górski i szosowy (ur. 1987)
- 4 stycznia:
  - Jan Mikrut, polski zakonnik, katecheta i rekolekcjonista (ur. 1942)
- 5 stycznia – Joseph-Aurèle Plourde, kanadyjski duchowny katolicki, arcybiskup Ottawy (ur. 1915)
- 7 stycznia – David Ellis, amerykański reżyser filmowy, kaskader (ur. 1952)
- 9 stycznia – James M. Buchanan, amerykański ekonomista, laureat Nagrody im. Alfreda Nobla w dziedzinie ekonomii (ur. 1919)
- 10 stycznia:
  - Maciej Korwin, polski reżyser teatralny (ur. 1953)
  - Michał Smolorz, polski dziennikarz, publicysta, reżyser (ur. 1955)
- 11 stycznia – Aaron Swartz, amerykański programista, publicysta, działacz polityczny i internetowy (haktywista) (ur. 1986)
- 13 stycznia:
  - Mychajło Horyń, ukraiński polityk, dysydent (ur. 1930)
  - Michał Kulesza, polski prawnik, profesor (ur. 1948)
  - Jack Recknitz, niemiecki aktor polskiego pochodzenia (ur. 1931)
- 15 stycznia – Nagisa Ōshima, japoński reżyser filmowy (ur. 1932)
- 16 stycznia – Noé Hernández, meksykański lekkoatleta, chodziarz, medalista olimpijski (ur. 1978)
- 17 stycznia – Jadwiga Kaczyńska, polska filolog, matka Jarosława i Lecha Kaczyńskich (ur. 1926)
- 19 stycznia – Juryj Humianiuk, białoruski dziennikarz, poeta i prozaik (ur. 1969)
- 21 stycznia – Michael Winner, brytyjski reżyser i producent filmowy (ur. 1935)
- 22 stycznia – Lucyna Winnicka, polska aktorka, dziennikarka, publicystka (ur. 1928)
- 23 stycznia – Józef Glemp, polski duchowny katolicki, kardynał, biskup (ur. 1929)
- 24 stycznia – Antoni Motyczka, polski naukowiec, inżynier, polityk, senator VI, VII i VIII kadencji (ur. 1941)
- 26 stycznia – Stefan Kudelski, szwajcarski elektronik i wynalazca polskiego pochodzenia (ur. 1929)
- 27 stycznia:
  - Aleksander Bednarz, polski aktor (ur. 1941)
  - Acer Nethercott, brytyjski wioślarz, srebrny medalista olimpijski (ur. 1977)
- 28 stycznia:
  - Ladislav Pavlovič, słowacki piłkarz (ur. 1926)
  - Stanisława Stanisławska-Majdrowicz, polska tancerka, choreografka, reżyser teatralna (ur. 1920)
- 31 stycznia:
  - Elżbieta Szczygieł, polska koszykarka (ur. 1950)
  - Janusz Wichowski, polski koszykarz (ur. 1935)
- 1 lutego:
  - Wladimir Jengibarian, rosyjski bokser (ur. 1932)
  - Ed Koch, amerykański polityk, burmistrz Nowego Jorku (ur. 1924)
  - Robin Sachs, angielski aktor (ur. 1951)
  - Ingo Swann, amerykański parapsycholog, medium, pisarz i malarz, twórca Remote Viewing (ur. 1933)
- 2 lutego – Chris Kyle, amerykański wojskowy, żołnierz (ur. 1974)
- 3 lutego – Matija Duh, słoweński żużlowiec (ur. 1989)
- 6 lutego:
  - Szukri Balid, tunezyjski polityk (ur. 1964)
  - Mo-Do, włoski muzyk (ur. 1966)
  - Jan Pluta, polski muzyk, perkusista zespołu Kombi (ur. 1953)
- 8 lutego:
  - Giovanni Cheli, włoski duchowny katolicki, kardynał (ur. 1918)
  - Zbigniew Doda, polski szachista, mistrz międzynarodowy (ur. 1931)
  - Alfred Sosgórnik, polski lekkoatleta, kulomiot, dwukrotny olimpijczyk (ur. 1933)
- 10 lutego:
  - Krzysztof Michalski, polski filozof (ur. 1948)
  - Zhuang Zedong, chiński tenisista stołowy (ur. 1940)
- 11 lutego – Rem Wiachiriew, rosyjski przedsiębiorca (ur. 1934)
- 12 lutego – Hennadij Udowenko, ukraiński polityk, dyplomata, przedstawiciel Ukrainy w ONZ (ur. 1931)
- 14 lutego – Aleksander Gudzowaty, polski przedsiębiorca, prezes Bartimpexu (ur. 1938)
- 16 lutego – Eric Ericson, szwedzki dyrygent chóralny i pedagog (ur. 1918)
- 17 lutego:
  - Sokrat Janowicz, białoruski pisarz (ur. 1936)
  - Bronisław Wolanin, polski ceramik (ur. 1937)
- 19 lutego – Robert C. Richardson, amerykański fizyk, laureat Nagrody Nobla (ur. 1937)
- 21 lutego – Aleksiej German, rosyjski reżyser, scenarzysta, aktor i producent filmowy (ur. 1938)
- 23 lutego:
  - Wojciech Inglot, polski przedsiębiorca, właściciel przedsiębiorstwa kosmetycznego Inglot Cosmetics (ur. 1955)
  - Julien Ries, belgijski duchowny katolicki, historyk religii, kardynał (ur. 1920)
- 25 lutego – Cezary Kamienkow, polski muzyk rockowy, basista, autor tekstów (ur. 1962)
- 26 lutego:
  - Marie-Claire Alain, francuska organistka, nauczycielka i pedagog (ur. 1926)
  - Stéphane Hessel, francuski pisarz, dyplomata, działacz ruchu oporu (ur. 1917)
- 27 lutego – Ramon Dekkers, holenderski kick-boxer (ur. 1969)
- 28 lutego – Theo Bos, holenderski piłkarz, trener (ur. 1965)
- 1 marca – Bonnie Franklin, amerykańska aktorka (ur. 1944)
- 3 marca – Luis Cubilla, urugwajski piłkarz, trener (ur. 1940)
- 5 marca:
  - Calvin Fowler, amerykański koszykarz (ur. 1940)
  - Hugo Chávez, wenezuelski wojskowy, polityk, prezydent Wenezueli (ur. 1954)
  - Leon Łukaszewicz, polski profesor informatyki, pionier informatyki w Polsce (ur. 1923)
- 6 marca:
  - Maciej Berbeka, polski himalaista (ur. 1954)
  - Alvin Lee, angielski muzyk bluesrockowy, gitarzysta grupy Ten Years After (ur. 1944)
  - Andriej Panin, rosyjski aktor (ur. 1962)
- 7 marca:
  - Peter Banks, brytyjski gitarzysta rockowy (ur. 1947)
  - Damiano Damiani, włoski reżyser i scenarzysta filmowy (ur. 1922)
- 8 marca – Stanisław Głąbiński, polski dziennikarz, publicysta (ur. 1924)
- 10 marca:
  - Lillian, szwedzka księżna (ur. 1915)
  - Zofia Saretok, polska aktorka (ur. 1938)
- 11 marca – Florian Siwicki, polski wojskowy, generał, polityk, członek WRON, minister obrony narodowej (ur. 1925)
- 12 marca:
  - Clive Burr, angielski muzyk rockowy, perkusista (ur. 1957)
  - Marek Skwarnicki, polski poeta, publicysta, prozaik (ur. 1930)
- 13 marca:
  - Elżbieta Kilarska, polska aktorka (ur. 1931)
  - Władysław Stachurski, polski piłkarz, trener (ur. 1945)
- 15 marca – Felipe Zetter, meksykański piłkarz (ur. 1923)
- 16 marca – Marina Solodkin, izraelska polityk (ur. 1952)
- 19 marca – Holger Juul Hansen, duński aktor (ur. 1924)
- 20 marca:
  - James Herbert, brytyjski pisarz, twórca horrorów (ur. 1943)
  - Zillur Rahman, bengalski polityk, prezydent Bangladeszu (ur. 1929)
- 21 marca:
  - Chinua Achebe, nigeryjski pisarz, poeta (ur. 1930)
  - Pietro Mennea, włoski lekkoatleta, sprinter, polityk (ur. 1952)
- 23 marca:
  - Boris Bieriezowski, rosyjski polityk (ur. 1946)
  - Antoni Jozafat Nowak, polski antropolog, franciszkanin (ur. 1935)
  - Joe Weider, współzałożyciel IFBB i twórca zawodów kulturystycznych Mr. Olympia i Ms. Olympia (ur. 1919)
- 24 marca – Gurij Marczuk, rosyjski i radziecki naukowiec i polityk (ur. 1925)
- 26 marca:
  - Krzysztof Kozłowski, polski polityk, minister spraw wewnętrznych (ur. 1931)
  - Jerzy Nowak, polski aktor (ur. 1923)
  - Jerzy Wyrobek, polski piłkarz, trener (ur. 1949)
  - Nikołaj Sorokin, rosyjski aktor, reżyser, polityk (ur. 1952)
- 27 marca – Andrzej Iwiński, polski aktor (ur. 1934)
- 28 marca – Richard Griffiths, brytyjski aktor (ur. 1947)
- 30 marca – Walerij Zołotuchin, rosyjski aktor (ur. 1941)
- 1 kwietnia – Barbara Piasecka-Johnson, polska filantropka, koneserka sztuki, kolekcjonerka (ur. 1937)
- 2 kwietnia – Maria Redaelli-Granoli, włoska superstulatka, najstarsza Europejka (ur. 1899)
- 3 kwietnia – Ruth Prawer Jhabvala, indyjska pisarka, scenarzystka (ur. 1927)
- 4 kwietnia – Roger Ebert, amerykański krytyk filmowy (ur. 1942)
- 5 kwietnia – Władysław Jabłoński, polski inżynier włókiennictwa, urzędnik państwowy (ur. 1932)
- 6 kwietnia:
  - Sławomir Archangielskij (Kusterka), polski muzyk, kompozytor, basista zespołu Hate (ur. 1985)
  - Bigas Luna, hiszpański malarz, reżyser filmowy, scenarzysta (ur. 1946)
- 8 kwietnia – Margaret Thatcher, brytyjska polityk, premier Wielkiej Brytanii (ur. 1925)
- 9 kwietnia – Mordechaj Miszani, izraelski prawnik, wojskowy i polityk (ur. 1945)
- 10 kwietnia – Robert Edwards, brytyjski biolog, fizjolog, laureat Nagrody Nobla (ur. 1925)
- 11 kwietnia:
  - Adam Galos, polski historyk (ur. 1924)
  - Hilary Koprowski, polski lekarz, wirusolog i immunolog (ur. 1916)
  - Jonathan Winters, amerykański aktor, komik (ur. 1925)
- 12 kwietnia – Annamária Szalai, węgierska dziennikarka, polityk (ur. 1961)
- 13 kwietnia – Chi Cheng, amerykański muzyk, basista zespołu Deftones (ur. 1970)
- 14 kwietnia – Andrzej Garlicki, polski dziennikarz, historyk, publicysta (ur. 1935)
- 15 kwietnia – Richard LeParmentier, amerykański aktor (ur. 1946)
- 16 kwietnia – Ali Kafi, algierski polityk, prezydent Algierii (ur. 1928)
- 17 kwietnia – Wacław Nycz, polski pilot, kilkukrotny mistrz świata (ur. 1954)
- 18 kwietnia – Storm Thorgerson, angielski grafik (ur. 1944)
- 19 kwietnia – Kenneth Appel, amerykański matematyk (ur. 1932)
- 21 kwietnia – Leopold Engleitner, najdłużej żyjący ocalały z trzech obozów koncentracyjnych (ur. 1905)
- 22 kwietnia – Richie Havens, amerykański piosenkarz folkowy i gitarzysta (ur. 1941)
- 24 kwietnia – Lech Paszkowski, polski pisarz, publicysta, autor prac historycznych (ur. 1919)
- 26 kwietnia – George Jones, amerykański piosenkarz i autor utworów muzyki country (ur. 1931)
- 28 kwietnia – Karol Jakubowicz, polski politolog, publicysta, medioznawca (ur. 1941)
- 2 maja:
  - Jeff Hanneman, amerykański gitarzysta, członek grupy Slayer (ur. 1964)
  - Ivan Turina, chorwacki piłkarz (ur. 1980)
- 6 maja:
  - Giulio Andreotti, włoski polityk prawicowy, siedmiokrotny premier Włoch, pisarz, publicysta (ur. 1919)
  - Maria Okońska, polska polonistka, psycholog, absolwentka tajnych kompletów UW, uczestniczka powstania warszawskiego (ur. 1920)
- 9 maja:
  - Cezary Chlebowski, polski pisarz (ur. 1928)
  - Krzysztof Dunin-Wąsowicz, polski historyk, varsavianista, profesor zwyczajny historii (ur. 1923)
- 15 maja – Henrique Rosa, gwinejski polityk, prezydent Gwinei Bissau (ur. 1946)
- 17 maja – Jorge Rafael Videla, argentyński polityk, generał, prezydent Argentyny (ur. 1925)
- 18 maja:
  - Aleksiej Bałabanow, rosyjski reżyser, scenarzysta i producent filmowy (ur. 1959)
  - Marek Jackowski, polski muzyk rockowy, kompozytor, gitarzysta, aranżer; lider grupy Maanam (ur. 1946)
- 20 maja – Ray Manzarek, amerykański muzyk, założyciel zespołu The Doors (ur. 1939)
- 21 maja – Halina Kuźniakówna, polska aktorka (ur. 1921)
- 23 maja – Georges Moustaki, francuski piosenkarz (ur. 1934)
- 26 maja – Jack Vance, amerykański pisarz (ur. 1916)
- 28 maja – Wiktor Kulikow, rosyjski polityk, marszałek ZSRR (ur. 1921)
- 4 czerwca:
  - Lucjan Szołajski, polski lektor, spiker (ur. 1930)
  - Marcin Szyszko, polski perkusista, muzyk grupy Wilki w latach 1992–2006 (ur. 1970)
- 5 czerwca – Stanisław Nagy, polski duchowny katolicki, sercanin, kardynał (ur. 1921)
- 7 czerwca – Pierre Mauroy, francuski polityk, premier Francji (ur. 1928)
- 11 czerwca – Bogdan Potocki, polski aktor (ur. 1938)
- 13 czerwca – Tadeusz Zbigniew Dworak, polski astronom (ur. 1942)
- 14 czerwca – Georg Dietrich, przedsiębiorca niemiecki, honorowy obywatel Olsztyna (ur. 1922)
- 19 czerwca:
  - James Gandolfini, amerykański aktor (ur. 1961)
  - Gyula Horn, węgierski polityk, premier Węgier (ur. 1932)
- 24 czerwca – Emilio Colombo, włoski polityk, premier Włoch, przewodniczący Parlamentu Europejskiego (ur. 1920)
- 25 czerwca – Jacenty Jędrusik, polski aktor (ur. 1954)
- 28 czerwca – Silvi Vrait, estońska piosenkarka, reprezentantka Estonii podczas 39. Konkursu Piosenki Eurowizji (ur. 1951)
- 29 czerwca – Mieczysław Stefanów, polski nauczyciel, geograf, wieloletni dyrektor V Liceum Ogólnokształcącego im. Augusta Witkowskiego w Krakowie (ur. 1930)
- 3 lipca – Radu Vasile, rumuński polityk, premier Rumunii (ur. 1942)
- 7 lipca – Artur Hajzer, polski himalaista, alpinista (ur. 1962)
- 13 lipca – Cory Monteith, kanadyjski aktor (ur. 1982)
- 19 lipca – Bert Trautmann, niemiecki piłkarz (ur. 1923)
- 22 lipca – Dennis Farina, amerykański aktor (ur. 1944)
- 24 lipca – Jerzy Bączek, polski aktor (ur. 1928)
- 27 lipca – Henryk Baranowski, polski reżyser teatralny (ur. 1943)
- 29 lipca – Christian Benítez, ekwadorski piłkarz (ur. 1986)
- 30 lipca – Antonio Ramallets, hiszpański piłkarz (ur. 1924)
- 6 sierpnia – Lidia Korsakówna, polska aktorka (ur. 1934)
- 8 sierpnia – Karen Black, amerykańska aktorka (ur. 1939)
- 9 sierpnia – Stanisław Włodarczyk, polski duchowny katolicki, biblista (ur. 1939)
- 12 sierpnia – Johan Friso, holenderski książę (ur. 1968)
- 14 sierpnia – Elżbieta Piwek, polska aktorka (ur. 1954)
- 15 sierpnia:
  - Miroslav Komárek, czeski językoznawca (ur. 1924)
  - Sławomir Mrożek, polski dramatopisarz, prozaik i rysownik (ur. 1930)
  - Piotr Szmitke, polski artysta interdyscyplinarny (ur. 1955)
- 20 sierpnia – Ewa Petelska, polska reżyser filmowa (ur. 1920)
- 21 sierpnia – Charles Gordon Fullerton, amerykański astronauta (ur. 1936)
- 23 sierpnia – Konstanty Miodowicz, polski polityk (ur. 1951)
- 26 sierpnia – Alicja Miguła, polska koszykarka (ur. 1933)
- 29 sierpnia – Peter Grzybowski, polski artysta multimedialny, performer i malarz (ur. 1954)
- 30 sierpnia – Seamus Heaney, irlandzki poeta, laureat Nagrody Nobla (ur. 1939)
- 1 września – Tommy Morrison, amerykański bokser (ur. 1969)
- 2 września – Jarosław Śmietana, polski gitarzysta jazzowy (ur. 1951)
- 12 września – Otto Sander, niemiecki aktor (ur. 1941)
- 18 września – Marcel Reich-Ranicki, niemiecki krytyk literacki (ur. 1920)
- 22 września – Álvaro Mutis, kolumbijski pisarz, poeta (ur. 1923)
- 23 września – Stanisław Szozda, polski kolarz szosowy (ur. 1950)
- 24 września – Teresa Szmigielówna, polska aktorka (ur. 1929)
- 1 października – Tom Clancy, amerykański pisarz powieści sensacyjnych (ur. 1947)
- 4 października – Võ Nguyên Giáp, wietnamski generał (ur. 1911)
- 6 października:
  - Maciej Zimiński, polski dziennikarz (ur. 1930)
  - Leopold Matuszczak, polski aktor (ur. 1931)
- 7 października – Joanna Chmielewska, polska pisarka (ur. 1932)
- 9 października:
  - Wilfried Martens, belgijski polityk, premier Belgii (ur. 1936)
  - Edmund Niziurski, polski prozaik, publicysta, scenarzysta i dramaturg (ur. 1925)
- 10 października – Scott Carpenter, amerykański astronauta (ur. 1925)
- 11 października:
  - María de Villota, hiszpański kierowca wyścigowy (ur. 1980)
  - Erich Priebke, niemiecki zbrodniarz wojenny (ur. 1913)
- 12 października – Wojciech Krolopp, polski dyrygent i baryton (ur. 1945)
- 15 października – Sean Edwards, monakijski kierowca wyścigowy (ur. 1986)
- 23 października – Ene-Lille Kitsing, estońska koszykarka (ur. 1934)
- 25 października – Hal Needham, amerykański reżyser filmowy (ur. 1931)
- 27 października – Lou Reed, amerykański muzyk rockowy, lider grupy The Velvet Underground (ur. 1942)
- 28 października – Tadeusz Mazowiecki, polski dziennikarz, publicysta, polityk, premier Polski (ur. 1927)
- 31 października – Henryk Markiewicz, polski historyk i teoretyk literatury (ur. 1922)
- 3 listopada – Gerard Cieślik, polski piłkarz (ur. 1927)
- 12 listopada:
  - Konrad Rudnicki, polski astronom (ur. 1926)
  - John Tavener, brytyjski kompozytor (ur. 1944)
- 15 listopada – Glafkos Kliridis, cypryjski polityk, prezydent Cypru (ur. 1919)
- 17 listopada – Doris Lessing, brytyjska pisarka, laureatka Nagrody Nobla (ur. 1919)
- 20 listopada – Krystyna Kozanecka, polska aktorka (ur. 1959)
- 22 listopada – Georges Lautner, francuski reżyser filmowy (ur. 1926)
- 27 listopada – Krzysztof Opawski, polski ekonomista, polityk, minister infrastruktury (ur. 1950)
- 29 listopada – Natalja Gorbaniewska, rosyjska poetka, dysydentka, dziennikarka, tłumaczka literatury polskiej (ur. 1936)
- 30 listopada – Paul Walker, amerykański aktor (ur. 1973)
- 1 grudnia – Jerzy Matałowski, polski aktor (ur. 1948)
- 5 grudnia – Nelson Mandela, południowoafrykański polityk, prezydent RPA, laureat Pokojowej Nagrody Nobla (ur. 1918)
- 6 grudnia – Lucyna Grobicka, polska dziennikarka, prezenterka pogody w Telewizji Polskiej (ur. 1963)
- 7 grudnia – Józef Kowalski, polski kapitan, weteran wojny polsko-bolszewickiej, najstarszy mężczyzna na świecie (ur. 1900)
- 9 grudnia – Barbara Hesse-Bukowska, polska pianistka i pedagog (ur. 1930)
- 14 grudnia – Peter O’Toole, irlandzki aktor (ur. 1932)
- 16 grudnia – Ray Price, amerykański piosenkarz country (ur. 1926)
- 18 grudnia:
  - Ronnie Biggs, angielski przestępca, członek gangu, który dokonał napadu stulecia (ur. 1929)
  - Brunon Synak, polski socjolog, polityk (ur. 1943)
- 22 grudnia – Bernard Michalski, polski aktor (ur. 1928)
- 23 grudnia – Michaił Kałasznikow, twórca karabinu AK-47, rosyjski wojskowy, generał, konstruktor broni strzeleckiej (ur. 1919)
- 25 grudnia – Andrzej Niekrasz, polski grafik, profesor (ur. 1934)
- 26 grudnia – Mártha Eggerth, węgierska śpiewaczka operetkowa, aktorka, żona Jana Kiepury (ur. 1912)
- 28 grudnia – Halton Arp, amerykański astronom (ur. 1927)
- 29 grudnia:
  - Wojciech Kilar, polski pianista i kompozytor muzyki poważnej, twórca muzyki filmowej, dyrygent (ur. 1932)
  - Walenty Titkow, polski polityk komunistyczny, wiceminister zdrowia (ur. 1917)
- 31 grudnia – Andrzej Turski, polski filolog oraz dziennikarz radiowy i telewizyjny (ur. 1943)

## Zdarzenia astronomiczne
- 15 lutego – przelot planetoidy (367943) Duende w bardzo bliskiej odległości od Ziemi
- 25 kwietnia – częściowe zaćmienie Księżyca
- 9 maja-10 maja – obrączkowe zaćmienie Słońca (Saros 138). Zaćmienie zaczęło się w pobliżu Jeziora Rozczarowania na Pustyni Gibsona w Australii Zachodniej. Wędrując na północny wschód przeszło przez Terytorium Północne i półwysep Jork oraz sam kraniec Papui-Nowej Gwinei osiągnęło maksymalną wartość sześciu minut trzy sekundy w odległym od lądu punkcie południowego Pacyfiku[57].
- 25 maja – półcieniowe zaćmienie Księżyca
- 18 października – półcieniowe zaćmienie Księżyca
- 3 listopada – hybrydowe zaćmienie Słońca (obrączkowo-całkowite zaćmienie Słońca) (Saros 143). Cień dotknął po raz pierwszy Atlantyku około 700 kilometrów od brzegów Karoliny Północnej i Południowej. Największe zaćmienie, gdy faza całkowita trwała jedną minutę 40 sekund, wystąpiło około 400 kilometrów od brzegów Liberii. Cień opuścił Ziemię na granicy Etiopii i Somalii[57].

## Nagrody Nobla
- z medycyny i fizjologii – James Rothman, Randy Schekman, Thomas Südhof
- z fizyki – François Englert, Peter Higgs
- z chemii – Martin Karplus, Michael Levitt, Arieh Warshel
- z literatury – Alice Munro
- pokojowa – Organizacja ds. Zakazu Broni Chemicznej
- z ekonomii – Eugene Fama, Lars Peter Hansen, Robert J. Shiller

## Święta ruchome
- Tłusty czwartek: 7 lutego
- Ostatki: 12 lutego
- Popielec: 13 lutego
- Purim: 23 – 25 lutego
- Niedziela Palmowa: 24 marca
- Pesach: 25 marca – 2 kwietnia
- Pamiątka śmierci Jezusa Chrystusa: 26 marca
- Wielki Czwartek: 28 marca
- Wielki Piątek: 29 marca
- Wielka Sobota: 30 marca
- Wielkanoc: 31 marca
- Poniedziałek Wielkanocny: 1 kwietnia
- Niedziela Miłosierdzia Bożego: 7 kwietnia
- Wniebowstąpienie Pańskie: 9 maja
- Zesłanie Ducha Świętego: 19 maja
- Boże Ciało: 30 maja
- Jom Kipur: 14 września
- Chanuka: 27 listopada – 5 grudnia
- Adwent: 1 grudnia